# Busko-Zdrój

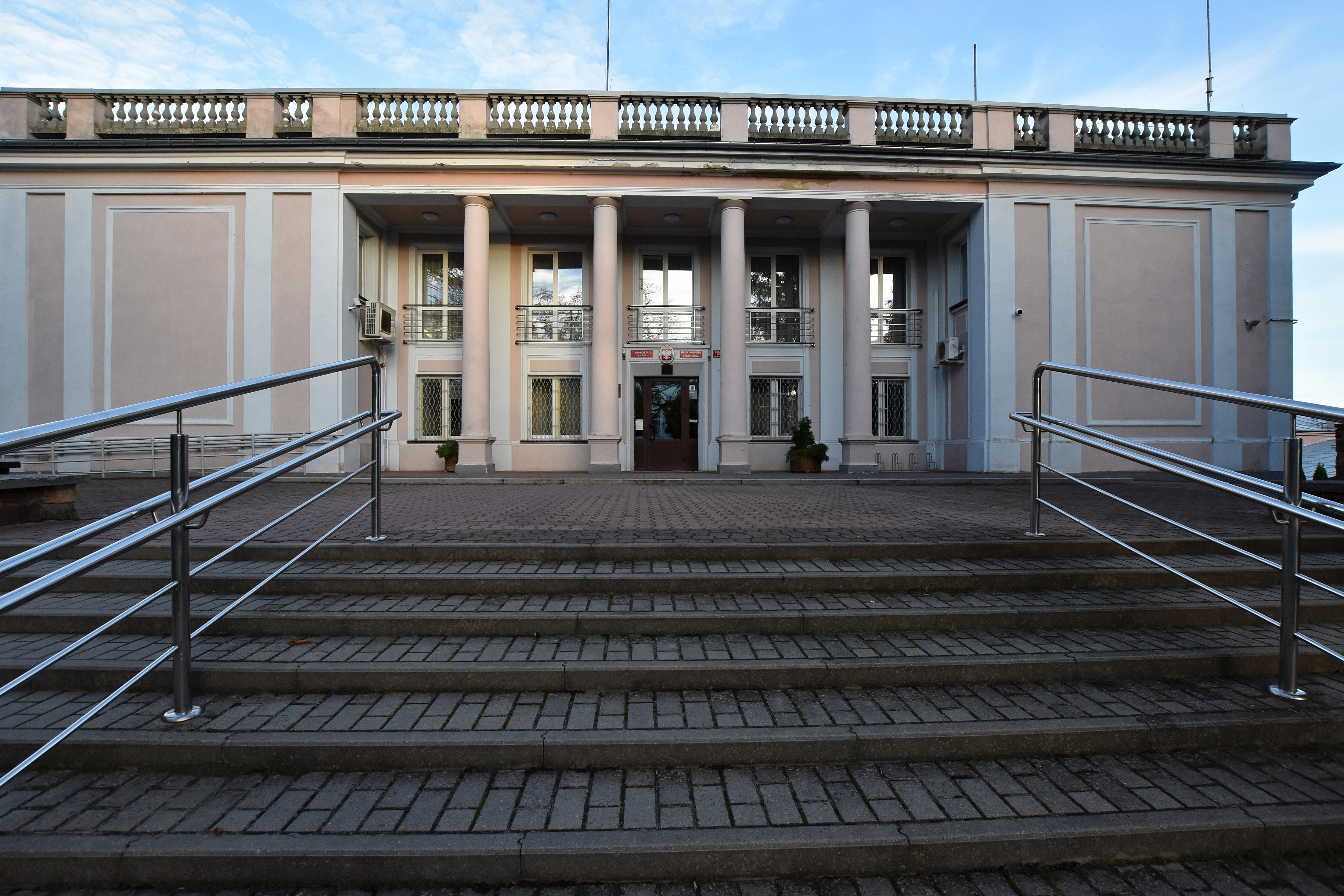
Starostwo powiatowe, al. Mickiewicza 15

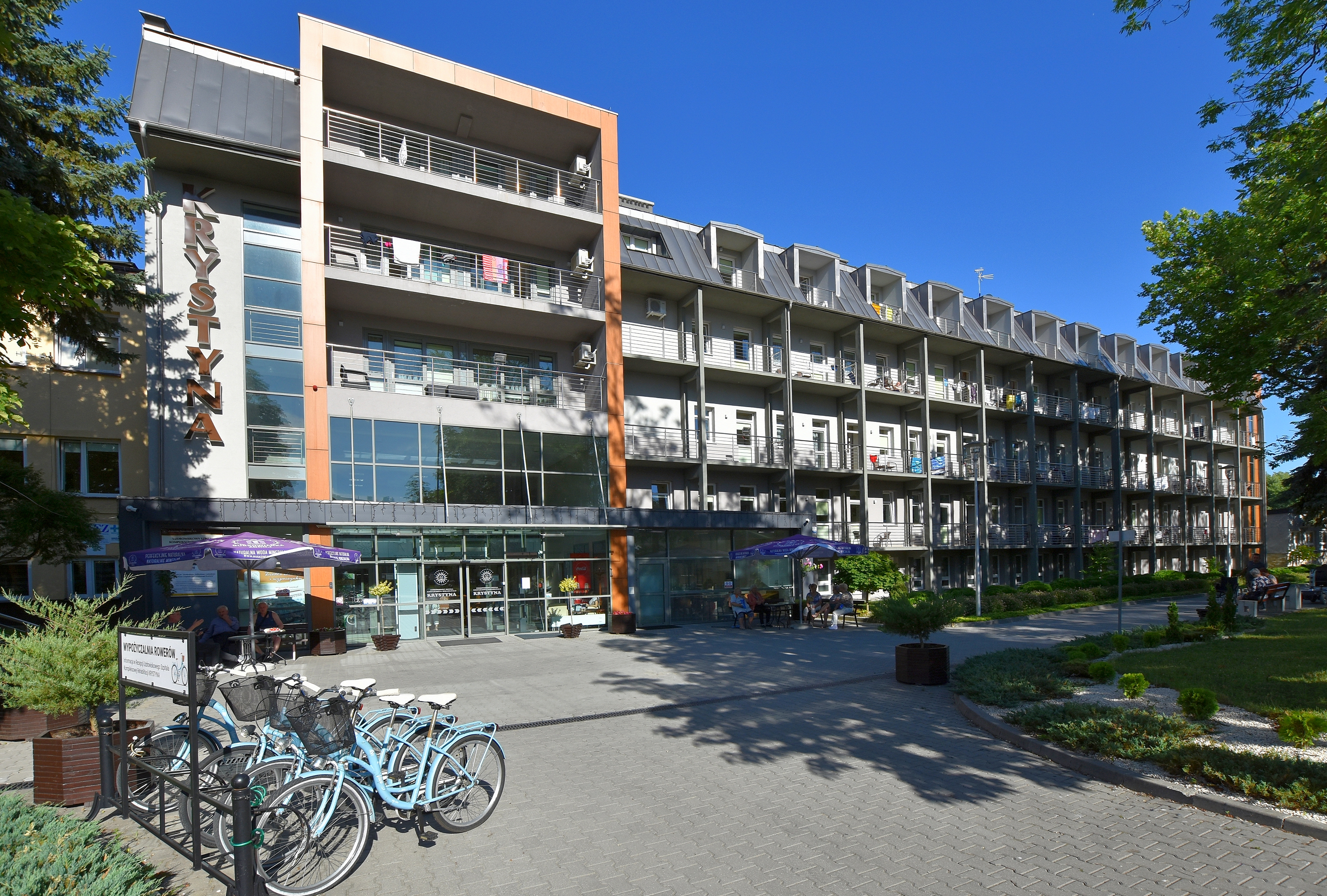
Szpital Uzdrowiskowy Krystyna

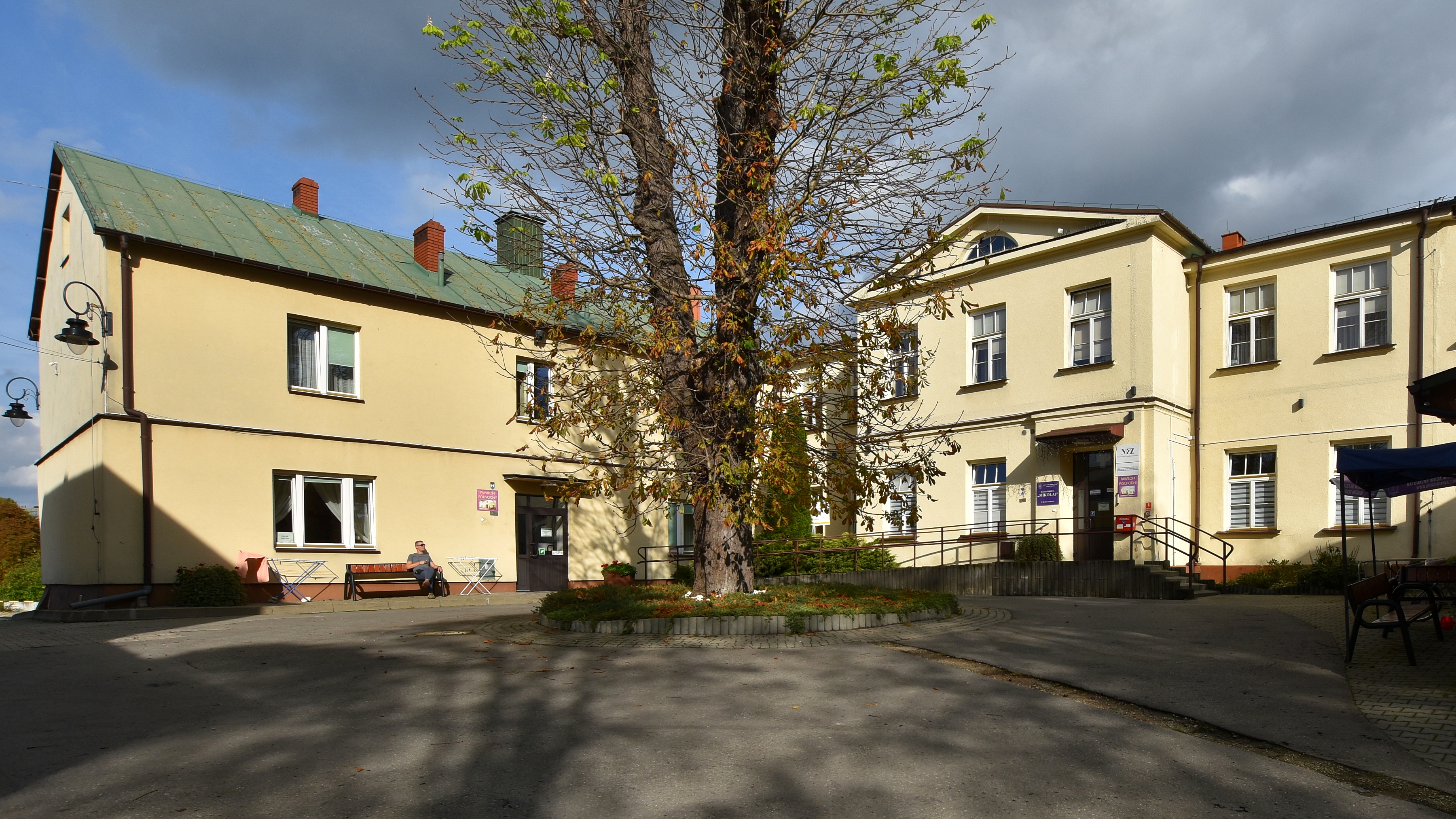
Zespół szpitala św. Mikołaja, obecnie sanatorium Mikołaj

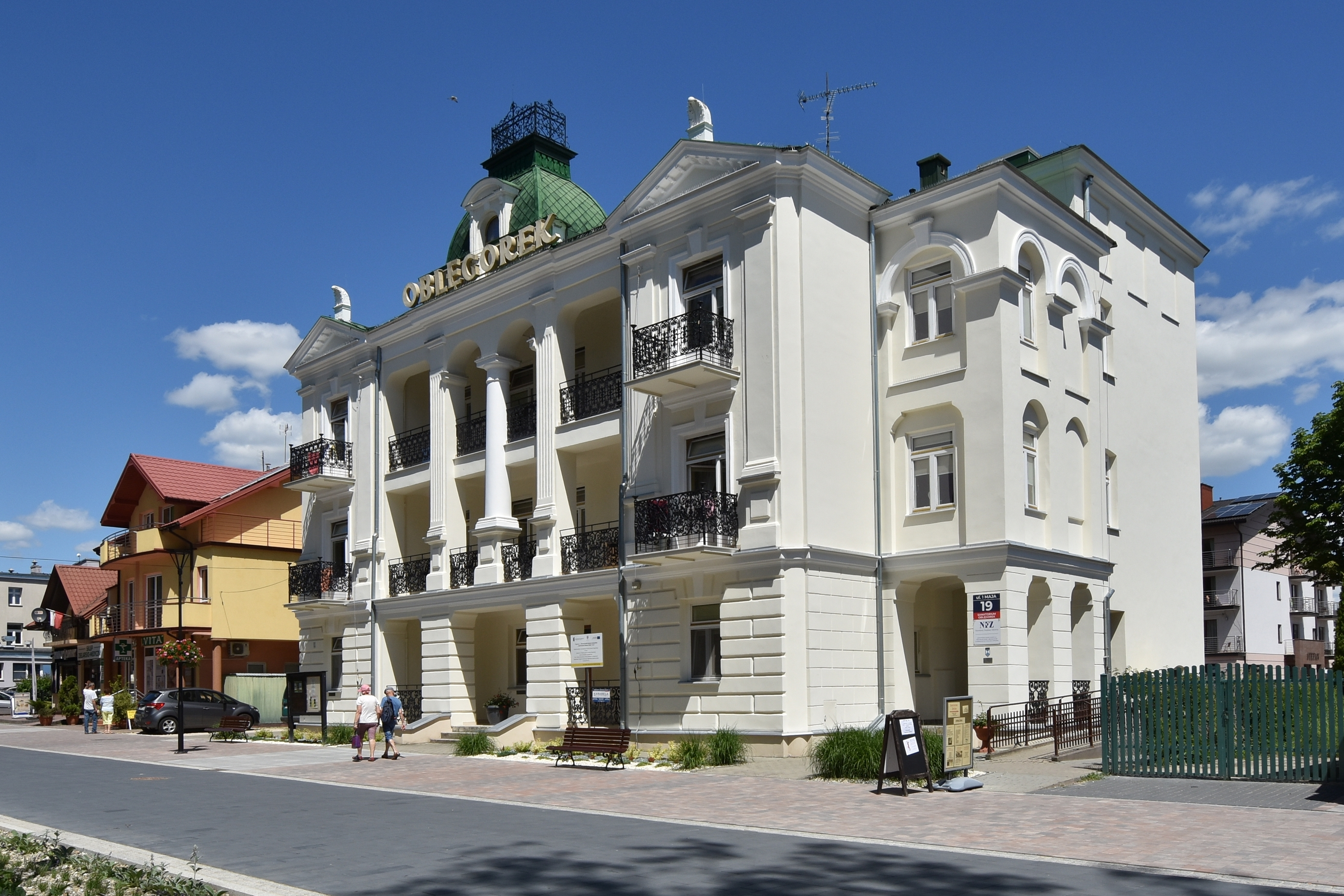
Willa Oblęgorek (obecnie szpital)

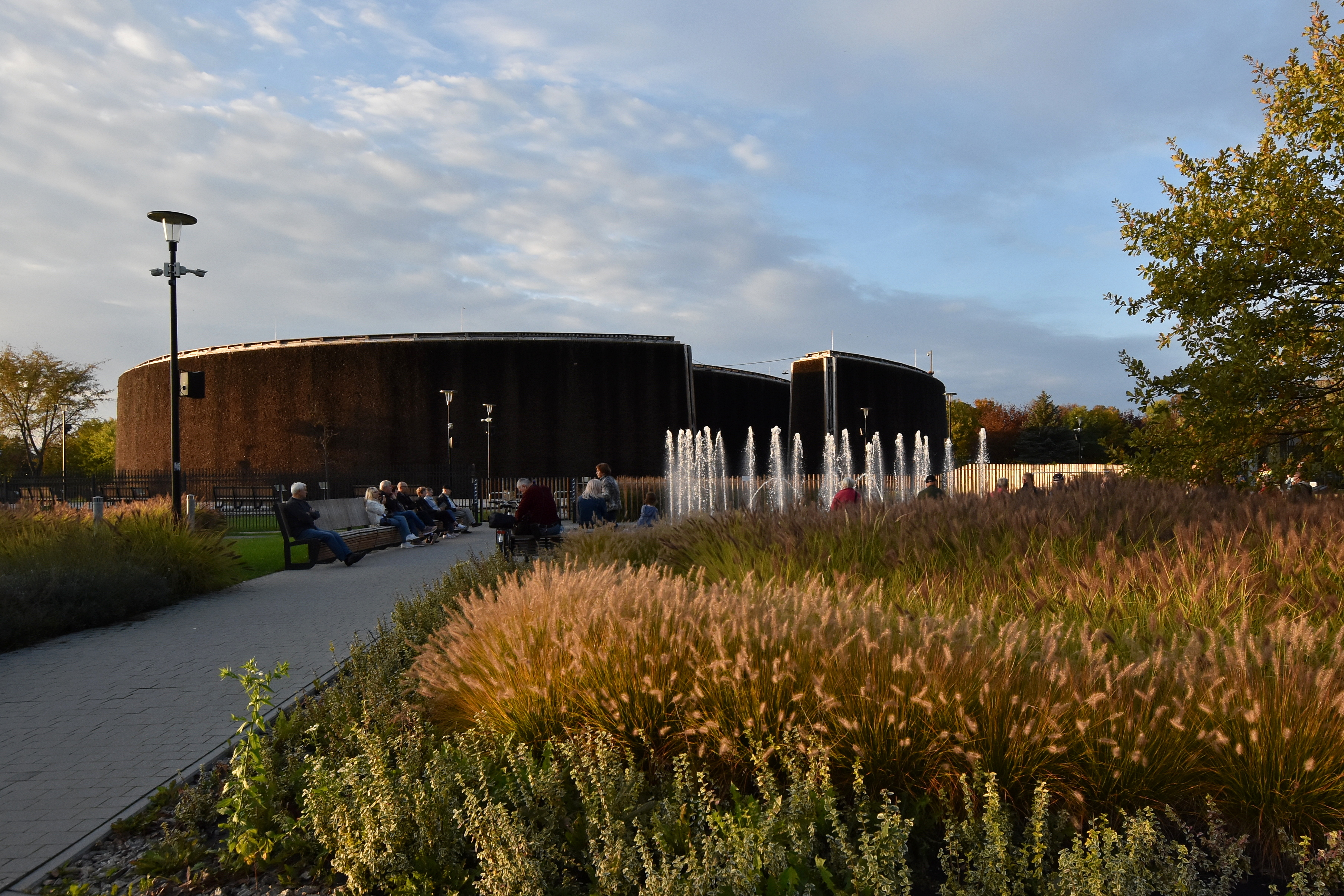
Tężnia

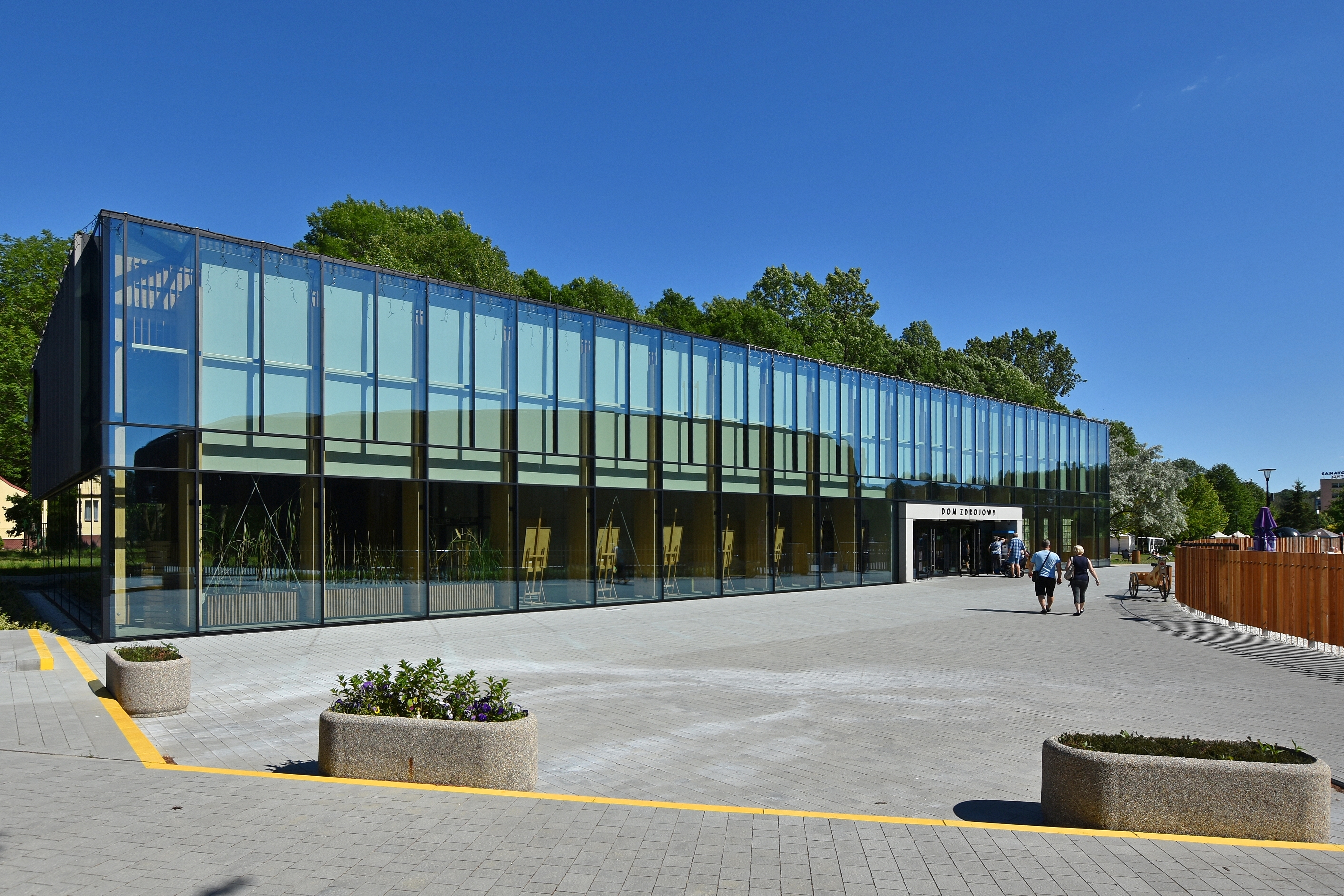
Dom Zdrojowy

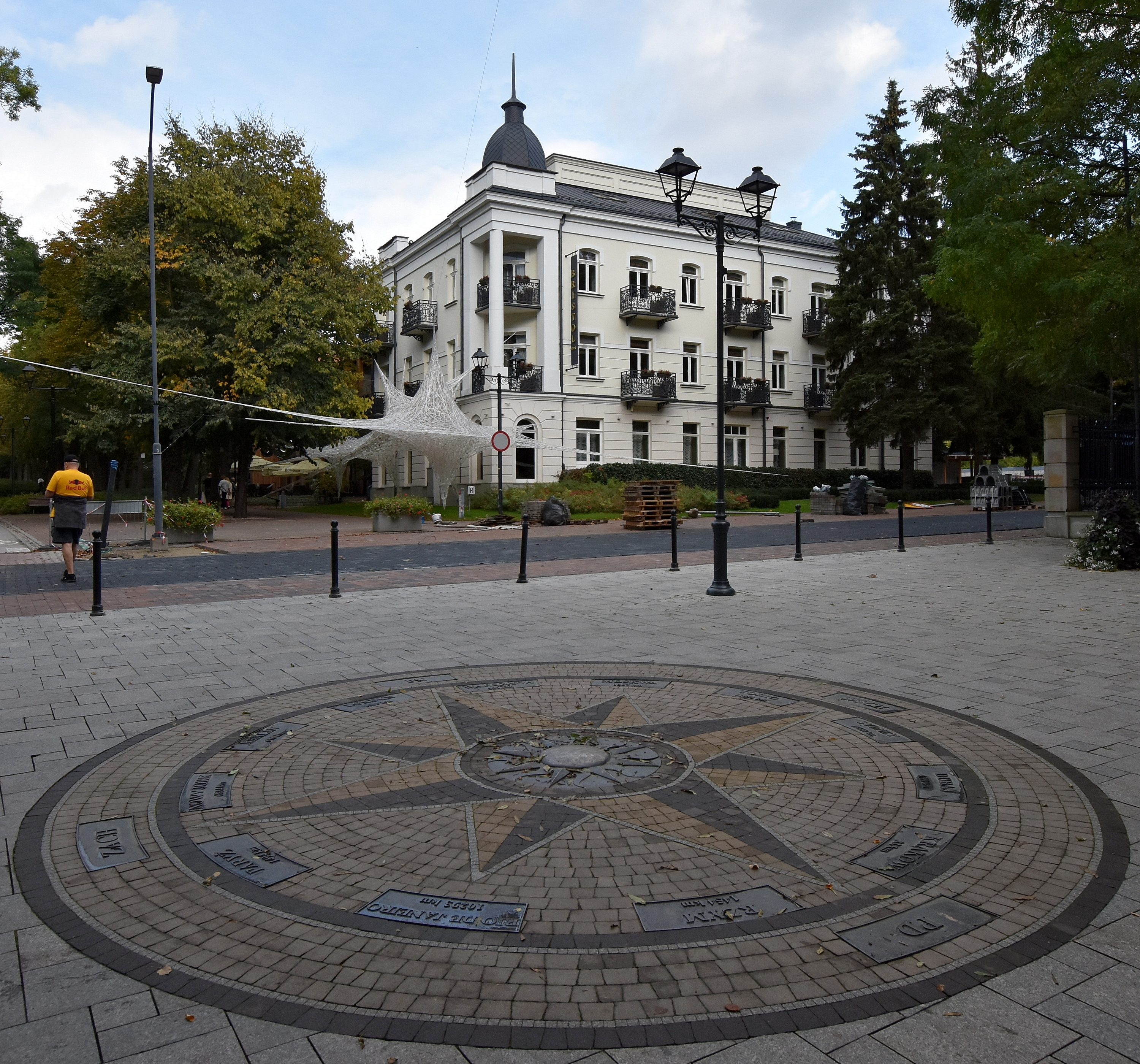
Willa „Bristol”

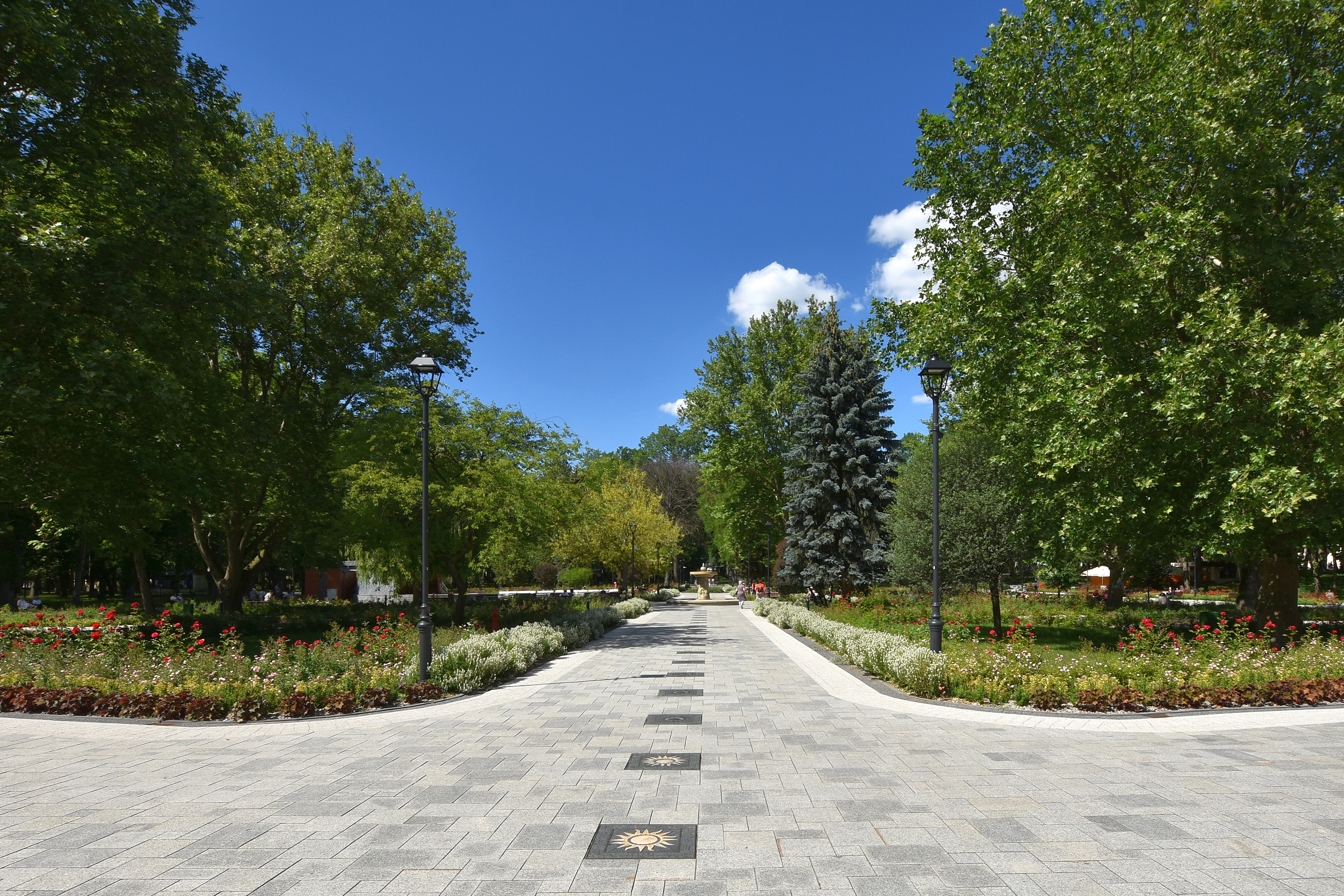
Park Zdrojowy

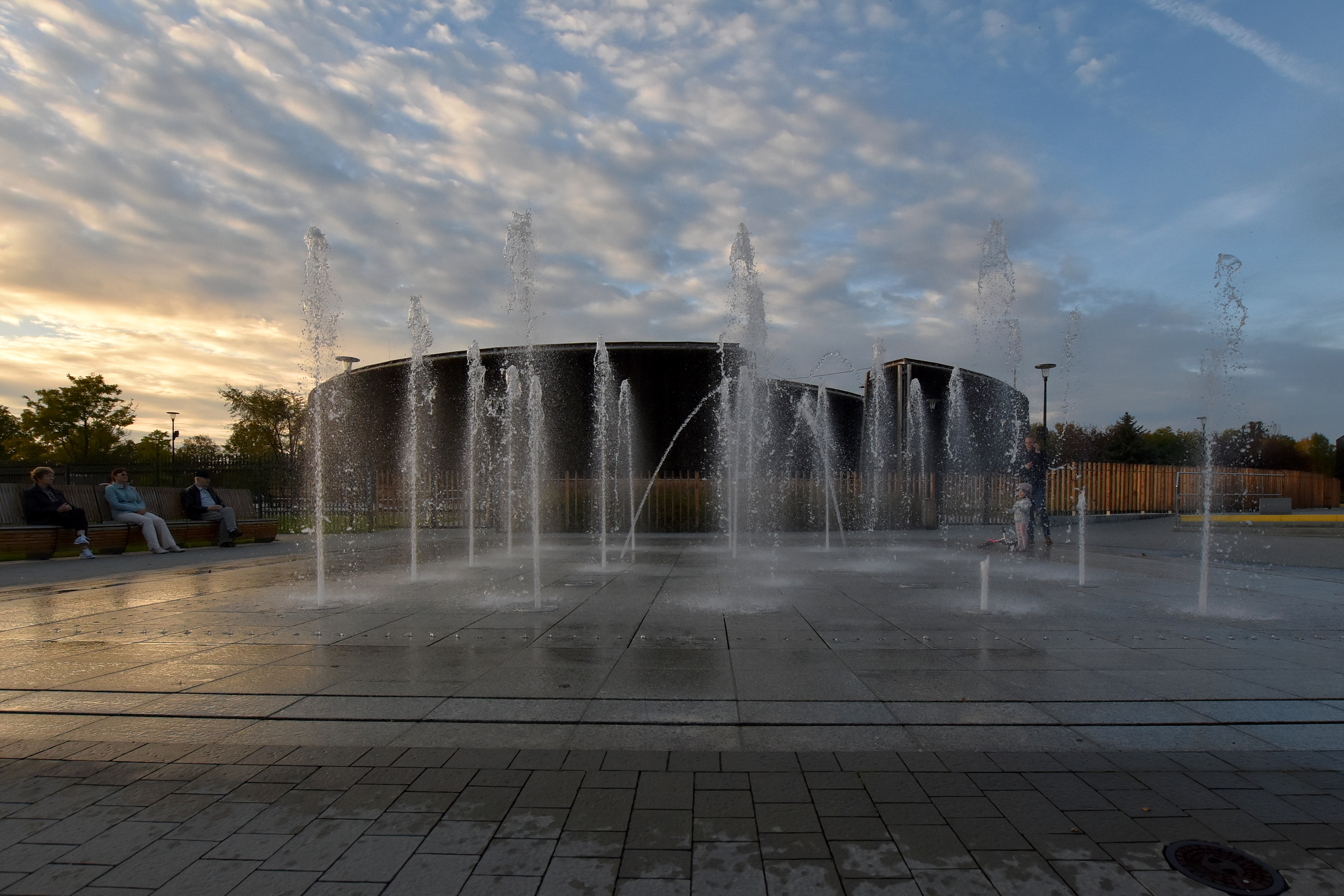
Fontanna multimedialna

Busko-Zdrój – miasto uzdrowiskowe w Polsce, w województwie świętokrzyskim, stolica powiatu buskiego, siedziba gminy Busko-Zdrój. Znane już w XII w. jako Bużsk, w XIII w. Busk. Pod względem liczby mieszkańców 7. w województwie świętokrzyskim. W latach 1975–1998 w województwie kieleckim.
Busko-Zdrój leży w historycznej Małopolsce, w ziemi sandomierskiej. Uzyskało lokację miejską w 1287 roku, prawa miejskie odebrane w 1869 roku, przywrócone w 1916 roku. Busko było miastem klasztoru norbertanek buskich w województwie sandomierskim w ostatniej ćwierci XVI wieku.
Miasto jest punktem początkowym czerwonego szlaku turystycznego prowadzącego do Solca-Zdroju.
Imię miasta nosił drobnicowiec MS „Busko-Zdrój”.

## Środowisko naturalne

### Położenie geograficzne
Busko jest położone w południowej części województwa świętokrzyskiego 50 km na południe od Kielc i 80 km na północny wschód od Krakowa. Leży w regionie zwanym od przepływającej przezeń rzeki Nidy Ponidziem, na Garbie Wójczańsko-Pińczowskim.

### Klimat
W Busku występuje klimat nizinny z cechami kontynentalnego. Komfort klimatyczny obejmuje ok. 39% dni w roku, liczba dni „gorących i upalnych” – 13%, „bardzo zimnych” – poniżej 1,5%. Średnia roczna temperatura powietrza to 7,8 °C, maksymalna amplituda temperatury wynosi 60 °C. Wysoka jest liczba godzin ze słońcem – 1151. Roczna wilgotność względna powietrza od 71% do 80%.

## Historia
- 1166 – Rycerz Dzierżko herbu Janina ufundował w miejscu, gdzie dziś stoi świątynia NPNMP pierwszy kościół[6].
- 1166 – Pierwsza wzmianka o Busku: bulla papieska i zapis w kronice diecezji krakowskiej mówią o miejscowości „Bugsk” i kościele[potrzebny przypis].
- 1180–1186 – Dzierżko ufundował przy kościele klasztor norbertanek[7] , filię witowskiego konwentu, ufundowanego przez jego brata bp. płockiego Wita z Chotla[6][8].
- 1241 – Busko zostało zniszczone przez Tatarów. Prawdopodobnie w bitwie pod Chmielnikiem zginął rycerz Dersław i Busko przeszło na własność zakonu norbertanek.
- 1252 – Najstarsza wzmianka o buskich solankach, Bolesław Wstydliwy nadał klasztorowi immunitet skarbowy i odnowił nadane przez Leszka Białego prawo warzenia soli z miejscowych solanek.
- 1287 – Książę Leszek Czarny nadał osadzie prawa miejskie i lokował Busko na prawie Środy Śląskiej.
- 1347 – Jan z Buska został sekretarzem, a w 1360 r. podkanclerzem króla Kazimierza Wielkiego.
- 1393 – Pod datą 6 grudnia kronika zakonna wspomina wizytę królowej Jadwigi.
- 1395 – W Busku zebrał się sąd ziemski[9].
- 1412 – Król Władysław II Jagiełło potwierdził prawa miejskie i nadał przywilej cotygodniowych targów oraz dwóch jarmarków rocznie na św. Floriana i św. Prokopa. Zaprzestano eksploatować miejscowe solanki.
- 1537 – Król Zygmunt Stary potwierdził prawa miejskie.
- 1563 – Wielki pożar.
- 1578 – W Busku zamieszkiwało 81 rzemieślników i 13 gorzelników, były 3 kramy, 17 jatek, miejska łaźnia i młyn, w mieście wytwarzane były doskonałe sukna.
- 1590 – Pożar kościoła NPNMP.
- 1595 – Kardynał Jerzy Radziwiłł poświęcił odbudowaną świątynię.
- 1661 – Wielka zaraza.
- 1699 – W miejscu starego zbudowano nowy modrzewiowy kościół św. Leonarda.
- 1776 – Komisarz klasztoru norbertanek ks. Franciszek Belina Ossowski rozpoczął przygotowania do powtórnej eksploatacji solanek.
- 1780 – Eksploatowano 8 szybów z solanką, miasto odwiedził znawca geologii i górnictwa hr. Harss.
- 1781–1784 – Johann Philipp von Carosi prowadził prace geologiczne, których wyniki opublikował później w Lipsku.
- 1783 – Na mocy królewskiego przywileju, dzięki inicjatywie Stanisława Staszica, w Busku zawiązano Kompanię Solną, która na dużą skalę rozpoczęła warzenie soli z miejscowych solanek. Leopold Beust zbudował 2 tężnie solankowe.
- 11 marca 1784 – Miasto i warzelnie soli odwiedził król Stanisław August Poniatowski.
- 12 czerwca 1787 – Kolejna wizyta króla Stanisława Augusta Poniatowskiego.
- 1795 – Busko zajęli Austriacy; zaprzestano warzenia soli.
- 1804 – Przebudowa fasady kościoła NPNMP, wyposażenie go w nowy ołtarz główny.
- 1809 – Busko zostało włączone do Księstwa Warszawskiego.
- 1815 – Na mocy ustaleń kongresu wiedeńskiego miasto przypadło Królestwu Polskiemu pod zaborem rosyjskim.
- 1819 – Kasata klasztoru norbertanek – Busko jako dobro zakonne przeszło w ręce rządu Królestwa Polskiego.
- 23 sierpnia 1820 – Wielki pożar strawił znaczną część miasta; dobra klasztorne wydzierżawił Feliks Rzewuski.
- 1827 – Busko liczyło 647 mieszkańców.
- 1828 – Oficjalne otwarcie uzdrowiska, pierwsza lista kuracjuszy.
- 1833 – Lekarzem zdrojowym został dr Jakub Berends, budowane było źródło „Rotunda”, w rynku urządzono skwer dla kuracjuszy. Busko odwiedziło 1040 kuracjuszy.
- 1 czerwca 1836 – Oddanie do użytku zdrojowych Łazienek (współcześnie Sanatorium „Marconi”), co niektórzy przyjmują za początek działalności uzdrowiska[potrzebny przypis].
- 1837 – Decyzją cara Mikołaja I, według projektu arch. Jakuba Gaya powstał szpital św. Mikołaja dla ubogich.
- 1852 – Epidemia cholery.
- 1859 – Miasto liczyło 933 mieszkańców.
- 1862 – W Busku powstała pierwsza gmina żydowska.
- 1869 – W ramach represji po powstaniu styczniowym, podobnie jak 337 innych miast Królestwa Polskiego, Busko zostało pozbawione ukazem carskim praw miejskich i przemianowane na Busk[10].
- 1873 – Kolejna epidemia cholery.
- 1875 – Po publicznej licytacji zakład zdrojowy w dzierżawę zabrał hr. Henryk Łubieński
- 1878 – Dr Andrzej Dobrzański wydzierżawił zakład zdrojowy na 15 lat.
- 1880 – Busko liczyło 1585 mieszkańców, 193 domy, z czego 21 murowanych.
- 12 maja 1894 – Zakład zdrojowy przeszedł pod „Zarząd Skarbowy Wodami Mineralnymi w Busku” (do 1914 r.).
- 1915 – w czerwcu austriackie władze okupacyjne przeniosły siedzibę starostwa ze Stopnicy do Buska[10].
- wrzesień 1916 – Przywrócenie praw miejskich, włączenie do miasta wsi Nadole[10].
- 17 stycznia 1917 – po raz pierwszy zebrała się Rada Miejska składająca się z 24 mianowanych przez Austriaków radnych[10]. Tego samego dnia rada podjęła uchwałę o usypaniu w mieście kopca Tadeusza Kościuszki.
- 13 grudnia 1918 – Odbyło się ostatnie posiedzenie nominowanej przez austriackie władze okupacyjne Rady Miejskiej; 14 grudnia zebrała się po raz pierwszy nowa Rada Miejska wybrana przez mieszkańców[10].
- 1918 – Powstał Państwowy Zakład Zdrojowy w Busku, rozpoczęto budowę sanatorium „Górka”.
- 1927 – Zmieniono urzędowo nazwę miasta z Busk na Busko[11];
- 9 września 1939 – Bitwa 22 Dywizji Piechoty Górskiej z oddziałami niemieckimi pod Broniną (poległo 200 żołnierzy Wojska Polskiego).
- 1940 – niemieckie władze okupacyjne mianowały miasto stolicą Kreishauptmannschaft Busko[12]
- 12 lipca 1944 – Likwidacja Maksa Petersa, zastępcy szefa miejscowego gestapo, przez grupę bojową Armii Krajowej[13].
- 6 sierpnia 1944 – pierwsze opanowanie Buska-Zdroju przez oddziały Armii Krajowej, Batalionów Chłopskich i czołówkę pancerną Armii Czerwonej.
- 14 sierpnia 1944 – ponowne przejęcie władzy w Busku-Zdroju przez reżim III Rzeszy[14]
- 13 stycznia 1945 – ostateczne zdobycie Buska przez oddziały 33 Gwardyjskiego Korpusu Piechoty gen. Nikity Lebiedienki, 5 Armii Gwardii, 1 Frontu Ukraińskiego Armii Czerwonej[15].
- 1952 – Miasto zyskało połączenie kolejowe[16]
- 1966 – Pierwsze miejsce w konkursie na najładniejsze krajowe uzdrowisko.
- 9 maja 1986 – odsłonięcie pomnika „Braterstwa Broni” na rogu ul. Waryńskiego i al. Mickiewicza obok Domu Kultury; projekt Stefan Maj i Leszek[17], zdemontowany i przeniesiony do Broniny 21 października 2017[18][19].
- 1987 – Obchody 700-lecia nadania praw miejskich.
- 1994 – I Międzynarodowy Festiwal Muzyczny im. Krystyny Jamroz.
- 2020 - Tężnia w Busku-Zdroju zostaje oddana do użytku[20].
- 2024 – Uruchomienie komunikacji miejskiej[21].

## Demografia
Miasto zajmuje powierzchnię 12,28 km² (31 grudnia 2010). Liczy 16 742 mieszkańców: 7735 mężczyzn (46,2%), 9007 kobiet (53,8%). Gęstość zaludnienia 1363 osób/km².

## Zabytki
Obiekty wpisane do rejestru zabytków nieruchomych:
- układ urbanistyczny[24];
- drewniany kościół cmentarny pw. św. Leonarda z 1699 r., wraz ze „starym” cmentarzem oraz murowanym ogrodzeniem z XVII w. przebudowanym w XIX w.[25];
- zespół klasztorny norbertanów[26]:
  - kościół pw. Niepokalanego Poczęcia NMP z lat 1592–1621, odbudowany w 1820 r.,
  - cmentarz kościelny,
  - klasztor, obecnie plebania Parafii Niepokalanego Poczęcia NMP, z lat 1720–1730, odbudowany w 1830 r.;
- synagoga z 1929 r., zdewastowana przed hitlerowców w czasie II wojny światowej, zamieniona na pomieszczenia handlowe, ul. Partyzantów 6[27];
- zespół uzdrowiskowy[28]:
  - Łazienki, ob. sanatorium „Marconi” z 1836 r.,
  - park zdrojowy z lat 1833–1835,
  - kaplica pw. św. Anny w parku zdrojowym, z lat 1884–1886, rozbudowana w 1907 r.[29];
- dom, ul. Bohaterów Warszawy 4, z XIX w.[30];
- dom, ul. Bohaterów Warszawy 6, z XIX w.[31];
- zabudowa ulicy, ul. 1 Maja 1–19 (obecnie nr 39)[32];
- willa „Bristol”, ul. 1 Maja 1, z pocz. XX w.[33], w 2014 roku przejęta i odnowiona, obecnie ponownie użytkowana, spełniająca funkcję hotelu[34];
- szpital św. Mikołaja, obecnie sanatorium „Mikołaj”, ul. 1 Maja 3, z 1837 r.[35];
- willa „Bagatela Mała”, ul. 1 Maja 15, drewniana, z XIX w.[36];
- willa „Oblęgorek”, ul. 1 Maja 19, z 1903 r.[37];
- willa „Zielona”, obecnie sanatorium „Willa Zielona”, ul. 1 Maja 39, początkowo drewniana, przebudowana w 1995 r.[38][39];
- willa „Dersław”, obecnie pensjonat, ul. Mickiewicza 18, z 1911 r.[40] Budowę tego stylizowanego na średniowieczny kasztel obiektu, rozpoczął w 1911 ówczesny lekarz uzdrowiska Busko, Wasyl Wasylewicz Jakobs. Ukończył kilka lat później Leon Sulimierski. Podczas I wojny światowej, 13 maja 1915, po ofensywie nad Nidą, gdy powtórnie wkroczyły wojska austriackie, kwaterował w nim dowódca tych oddziałów gen. Stanisław Szeptycki.
- dom, pl. Zwycięstwa 10, z pocz. XX w.[41];
- dom, pl. Zwycięstwa 27, z 1 poł. XIX w.[42]

## Religia

### Katolicyzm

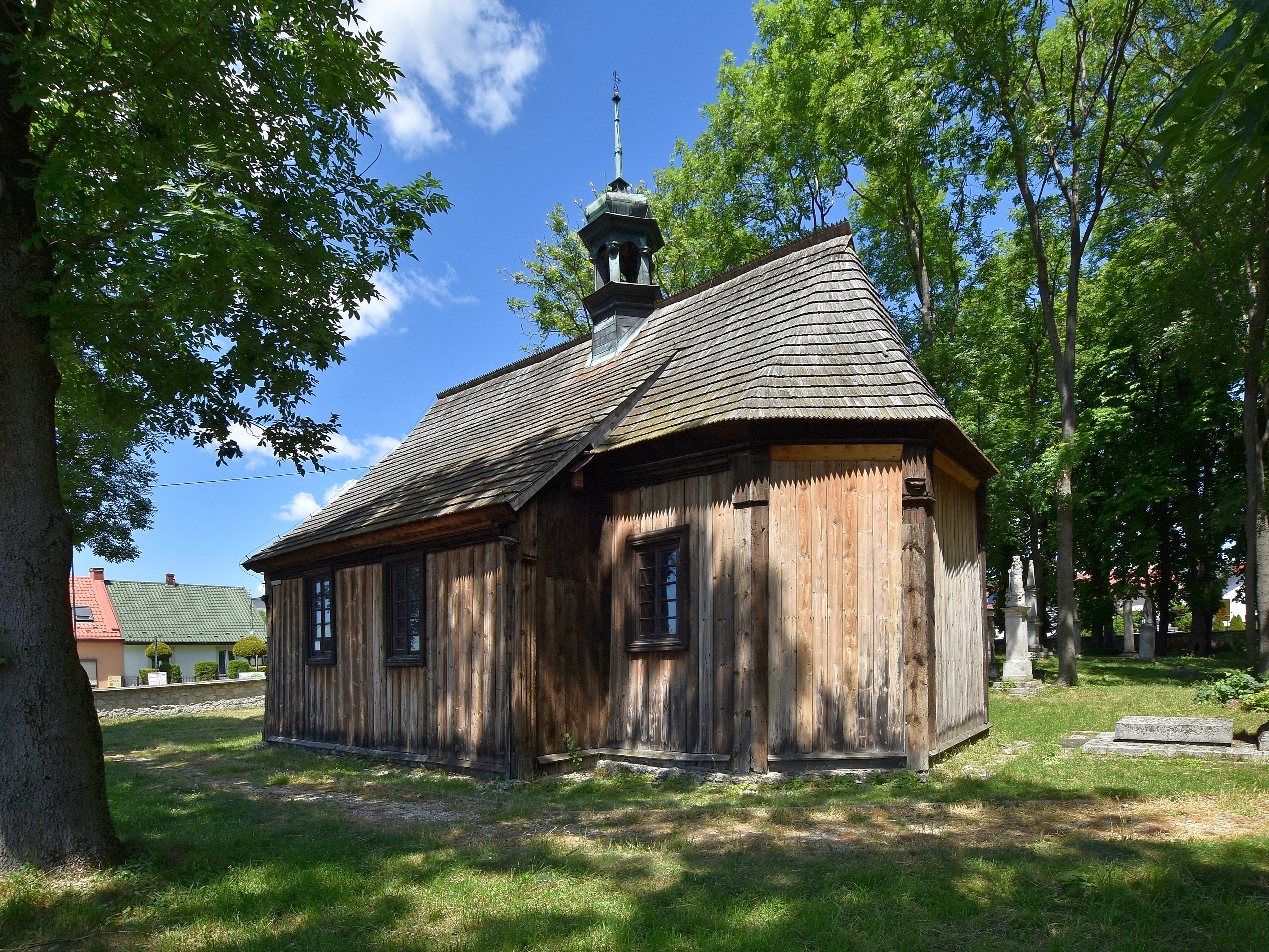
Drewniany kościół św. Leonarda z 1699

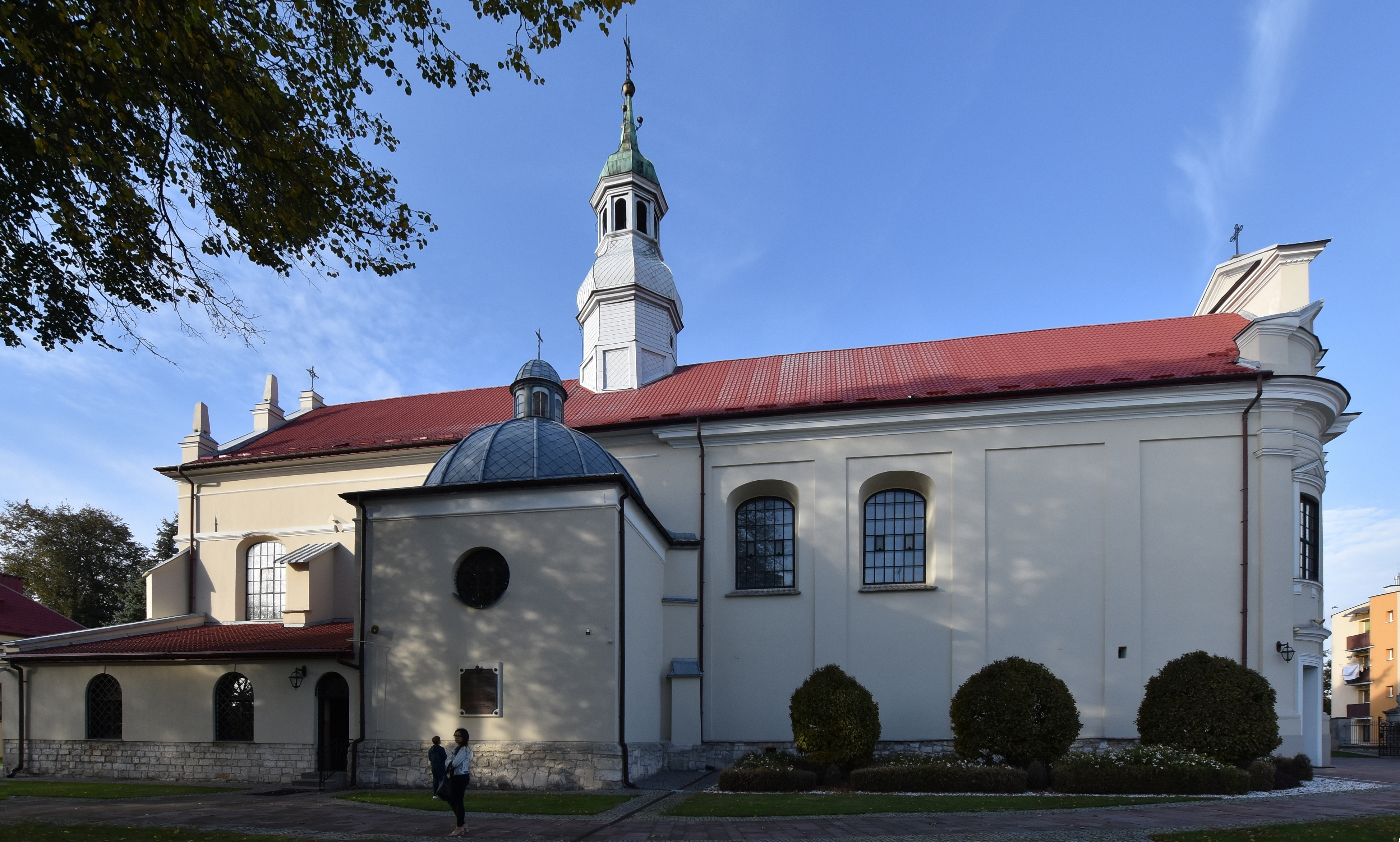
Kościół Niepokalanego Poczęcia Najświętszej Marii Panny (1592–1621)

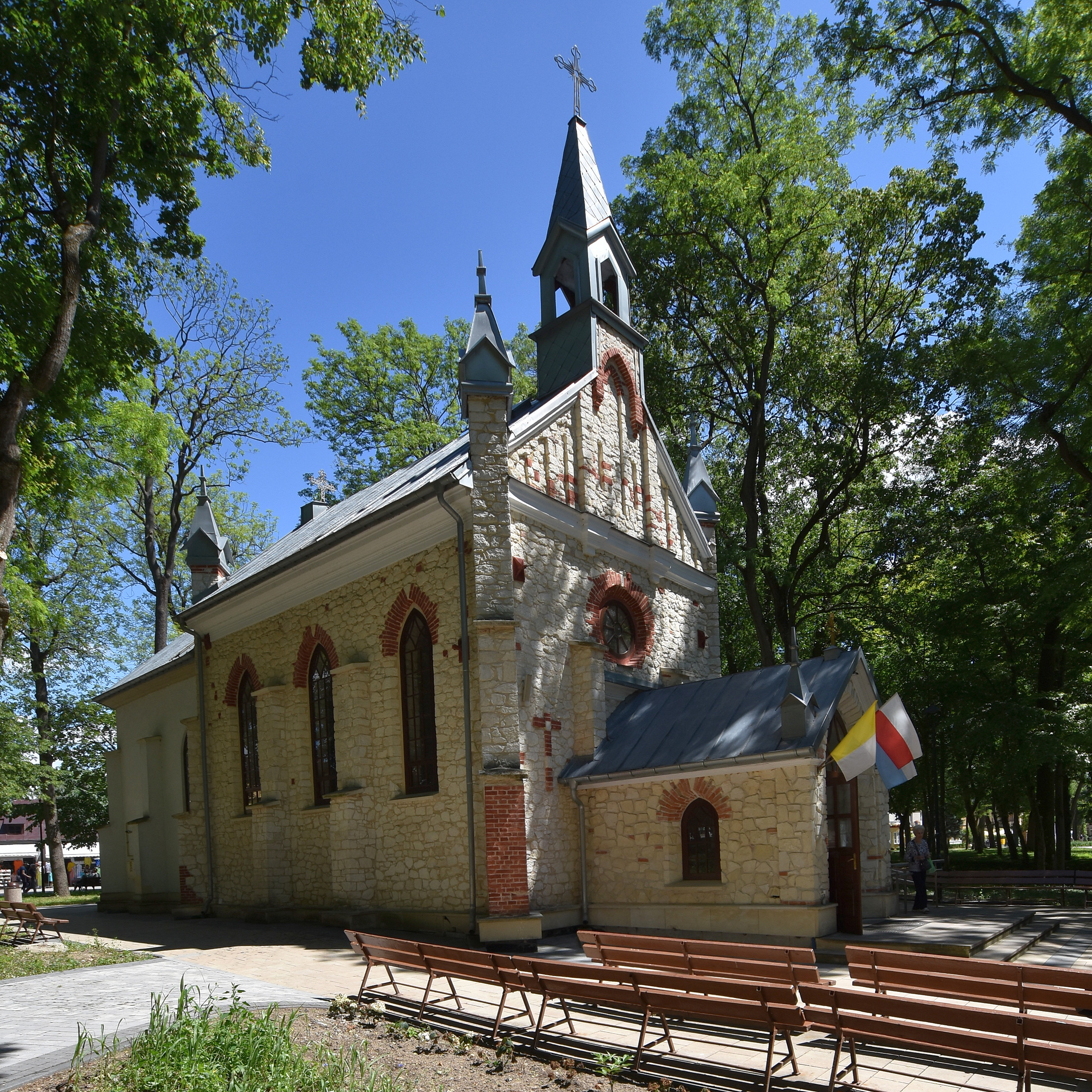
Kościół zdrojowy

- Kościół rzymskokatolicki – w Busku-Zdroju działają trzy parafie rzymskokatolickie:
  - Parafia Niepokalanego Poczęcia Najświętszej Marii Panny
    - kościół parafialny Niepokalanego Poczęcia NMP
    - kościół św. Leonarda

  - Parafia św. Brata Alberta
    - kościół św. Brata Alberta
    - kaplica św. Anny
    - kościół św. Stanisława Biskupa w Chotelku

  - Parafia Bożego Ciała
    - kościół Bożego Ciała
- Kościół greckokatolicki:
  - placówka duszpasterska w Busku-Zdroju, nabożeństwa prowadzone są w kaplicy domu parafialnego przy kościele rzymskokatolickim św. Brata Alberta[43]

### Protestantyzm
Na terenie miasta działalność duszpasterską prowadzi Kościół Zielonoświątkowy – protestancka wspólnota o charakterze ewangelicznym:
- zbór w Busku-Zdroju[44]

### Świadkowie Jehowy
W mieście działa także zbór Świadków Jehowy.

## Transport

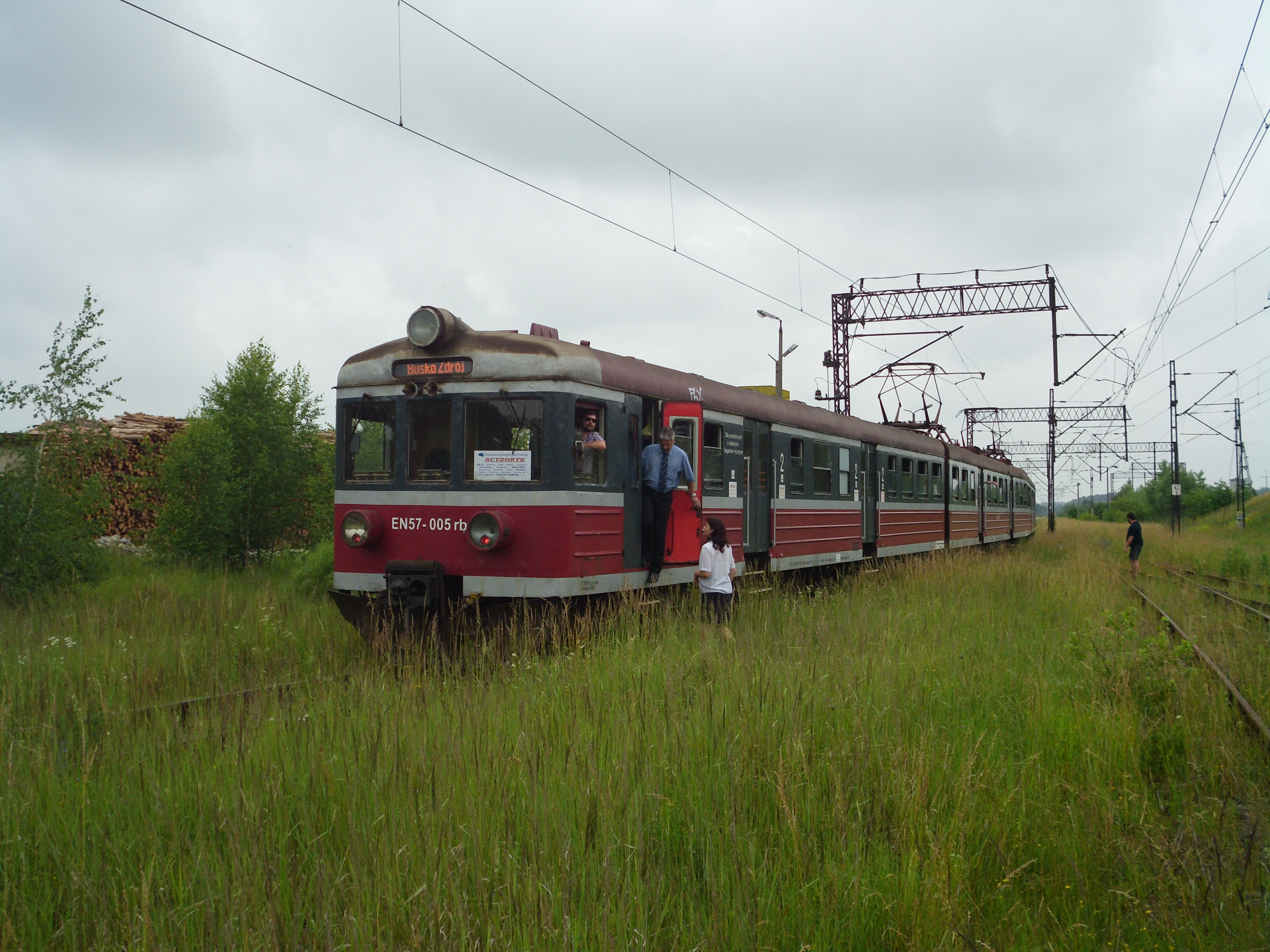
EN57 w pobliżu stacji Busko-Zdrój (2012)

Przez miasto przebiega droga krajowa nr 73 prowadząca z Wiśniówki do Jasła o długości 3,3 km oraz trzy drogi wojewódzkie:
- droga wojewódzka nr 767: Busko – Pińczów dł. 5,3 km.
- droga wojewódzka nr 776: Busko – Kraków dł. 2,7 km.
- droga wojewódzka nr 973: Busko – Żabno dł. 14,4 km.

W 2013 r. funkcjonujące przez dziesięciolecia przedsiębiorstwo Państwowej Komunikacji Samochodowej w Busku-Zdroju, decyzją Ministra Skarbu Państwa zostało postawione w stan likwidacji ze względu na złą sytuację finansową. Od 10 czerwca 2024 roku w Busku uruchomione zostały 2 linie komunikacji miejskiej organizowane przez miasto.
Najbliższe lotniska międzynarodowe znajdują się w Krakowie – Balice (ok. 110 km), w Katowicach – Pyrzowice (ok. 160 km) i w Warszawie – Okęcie (220 km). W Masłowie k. Kielc (50 km) jest lotnisko sportowe. W Busku funkcjonuje lotnisko sanitarne na tzw. „Łowiskach”.
W pobliże miasta dociera linia kolejowa z Kielc ukończona w 1953 (zelektryfikowana w 1987), stacja zlokalizowana jest w sołectwie Siesławice jednak już 12 grudnia 2004 z rozkładu zostały zdjęte ostatnie pociągi pasażerskie. Aktualnie na buską stację i końcową linie kolejową nr 73 docierają tylko pociągi towarowe. Budynek dworca był wynajęty i do 2013 roku działała w nim dyskoteka.
30 czerwca 2018 r., po 13 latach przerwy, wznowione zostały na okres wakacji kolejowe przewozy pasażerskie z Kielc do Buska.
27 czerwca 2020 roku wznowione zostały stałe połączenia kolejowe pasażerskie na trasie Kielce-Busko-Kielce.

## Uzdrowisko

### Historia

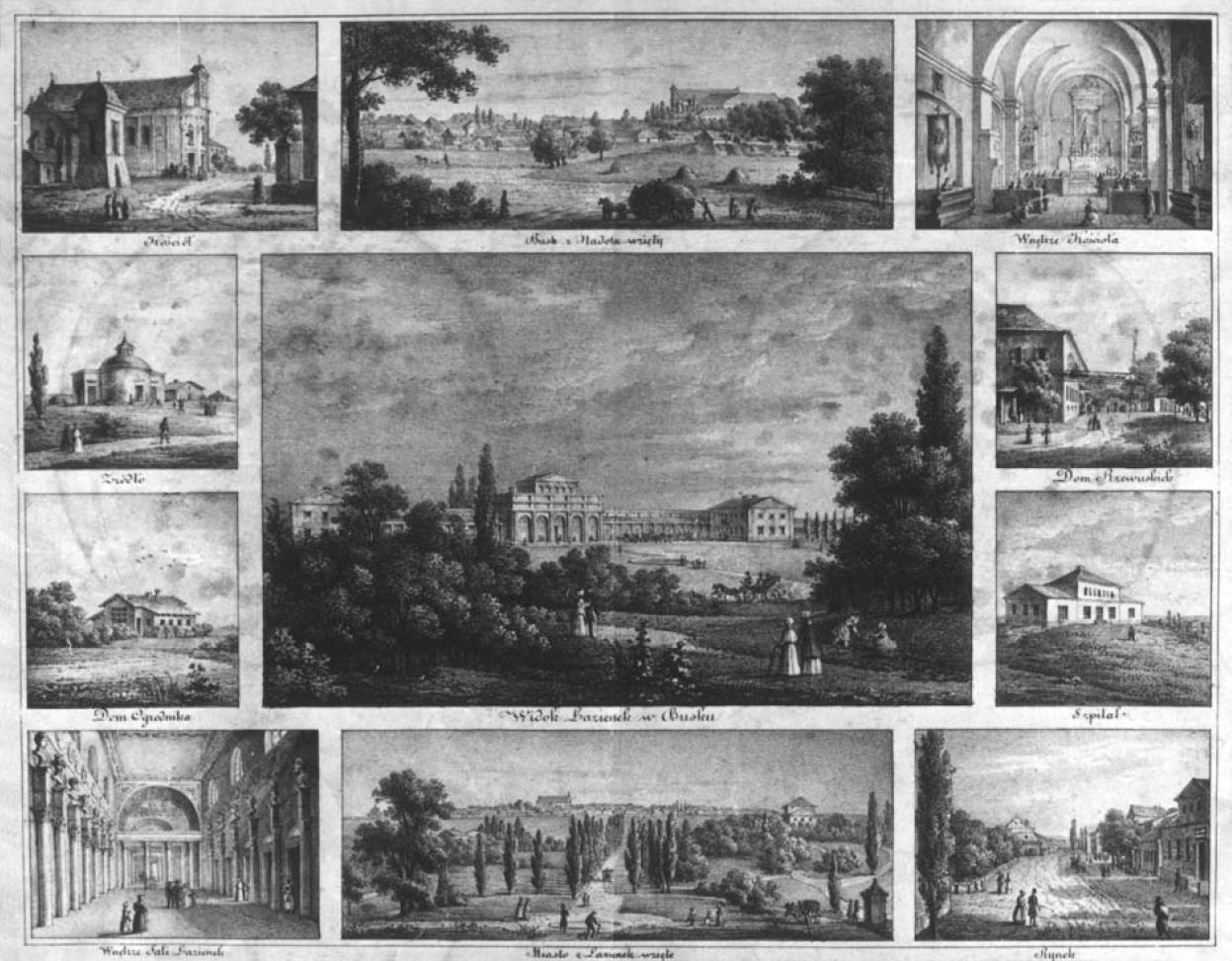
Widoki Buska – zbiór 11 rysunków hrabianki Adeli Łubieńskiej, wydany w 1842 r.

Pierwszy dokument w którym wspomina się o solankach występujących w Busku to przywilej Bolesława Wstydliwego z 1252 r. Pierwsze badania nad wykorzystaniem wód do leczenia przeprowadził pińczowski lekarz Jan Winterfeld w 1808 r. Po przejęciu Buska w dzierżawę w 1820 r. Feliks Rzewuski wybudował łazienki zaprojektowane przez Henryka Marconiego. Uroczystość otwarcia uzdrowiska miała miejsce w 1836 r. Pierwszej pełnej analizy wody z ujęcia Rotunda, z próbki pobranej w sierpniu 1830 r., dokonał farmaceuta warszawski Ferdynand Werner. Wyniki badań opublikował w 1832 r.
Utrata praw miejskich w 1869 r. niekorzystnie wpłynęła na rozwój uzdrowiska. Dopiero w latach 80. i 90. XIX w., gdy dzierżawcą został lekarz dr Aleksander Dobrzański, nastał dobry czas i Busko stało się jednym z najważniejszych uzdrowisk w kraju. W roku 1890 liczba kąpieli w sezonie przekroczyła 50 tysięcy. W 1893 r. geolog inż. Aleksander Michalski wykonał i uruchomił cztery nowe odwierty, dzięki którym potroiła się ilość pozyskiwanej do celów leczniczych wody. Zwięzłą, rzeczową charakterystykę dynamiki, właściwości fizycznych i składu chemicznego wód z nowych ujęć przedstawił w 1897 r. Franciszek Gervais.

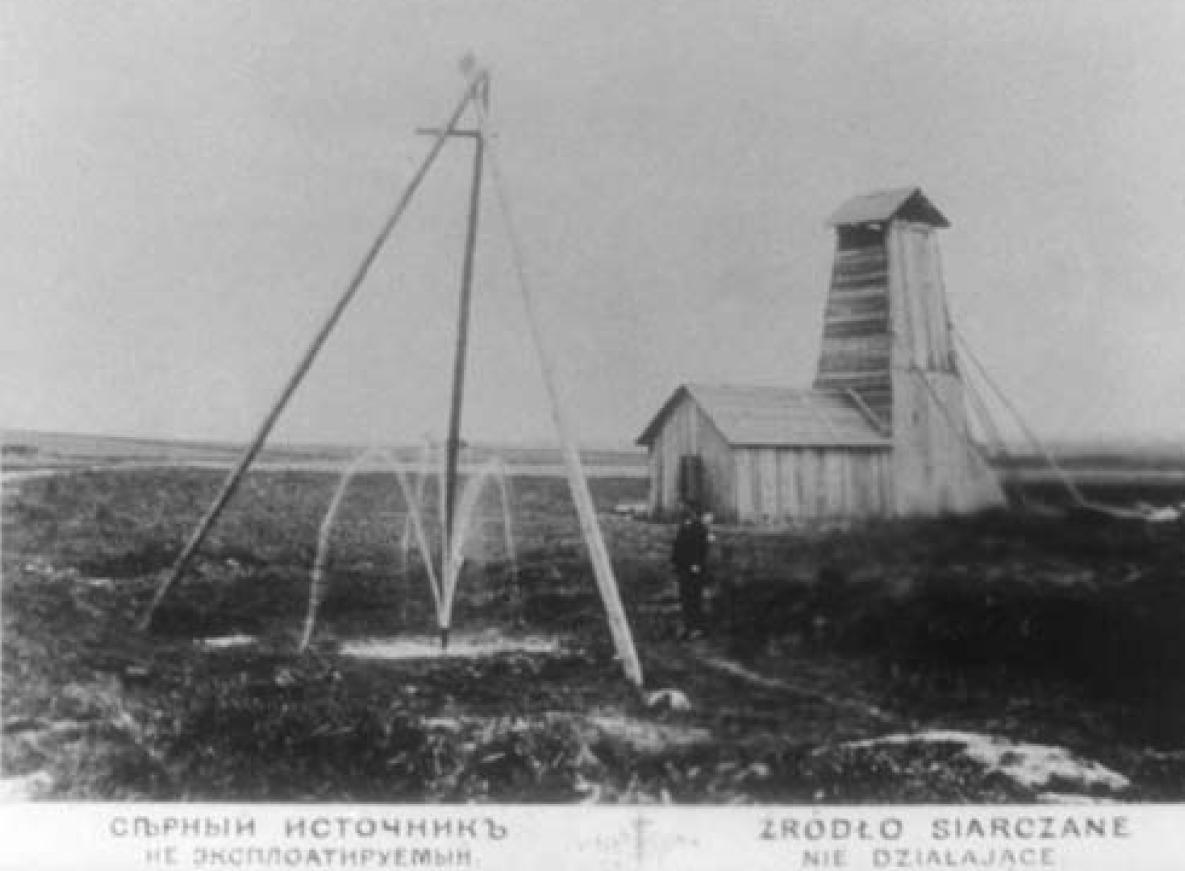
Źródło siarczane

Po I wojnie światowej znowu zaczęli przybywać kuracjusze. Intensywna rozbudowa uzdrowiska nastąpiła w latach międzywojennych m.in. z inicjatywy dra Szymona Starkiewicza, który założył sanatorium dziecięce „Górka”. W 1966 r. Busko zajęło pierwsze miejsce w konkursie na najładniejsze polskie uzdrowisko. W 1972 r. oddano do użytku największe z sanatoriów – „Włókniarz”. 30 grudnia 2008 r. otwarto Uzdrowiskowy Zakład Górniczy „Las Winiarski”, zaopatrujący buskie sanatoria w wody siarczkowe z nowego odwiertu w miejscowości Las Winiarski.

### Stan obecny
Strefa uzdrowiskowa położona jest w południowej części miasta, na terenie Parku zdrojowego i w jego otoczeniu. Bazę sanatoryjną stanowi trzynaście obiektów, które dysponują łącznie 2066 miejscami dla kuracjuszy. Sanatoria są na bieżąco modernizowane i rozbudowywane, powstają kolejne nowe – to sprawia, że liczba miejsc sukcesywnie wzrasta.
Rocznie wykonywanych jest ok. półtora miliona zabiegów, z czego 800 tysięcy to kąpiele siarczkowe. W leczeniu korzysta się z wód siarczkowych, jodkowo-bromkowych i borowiny.

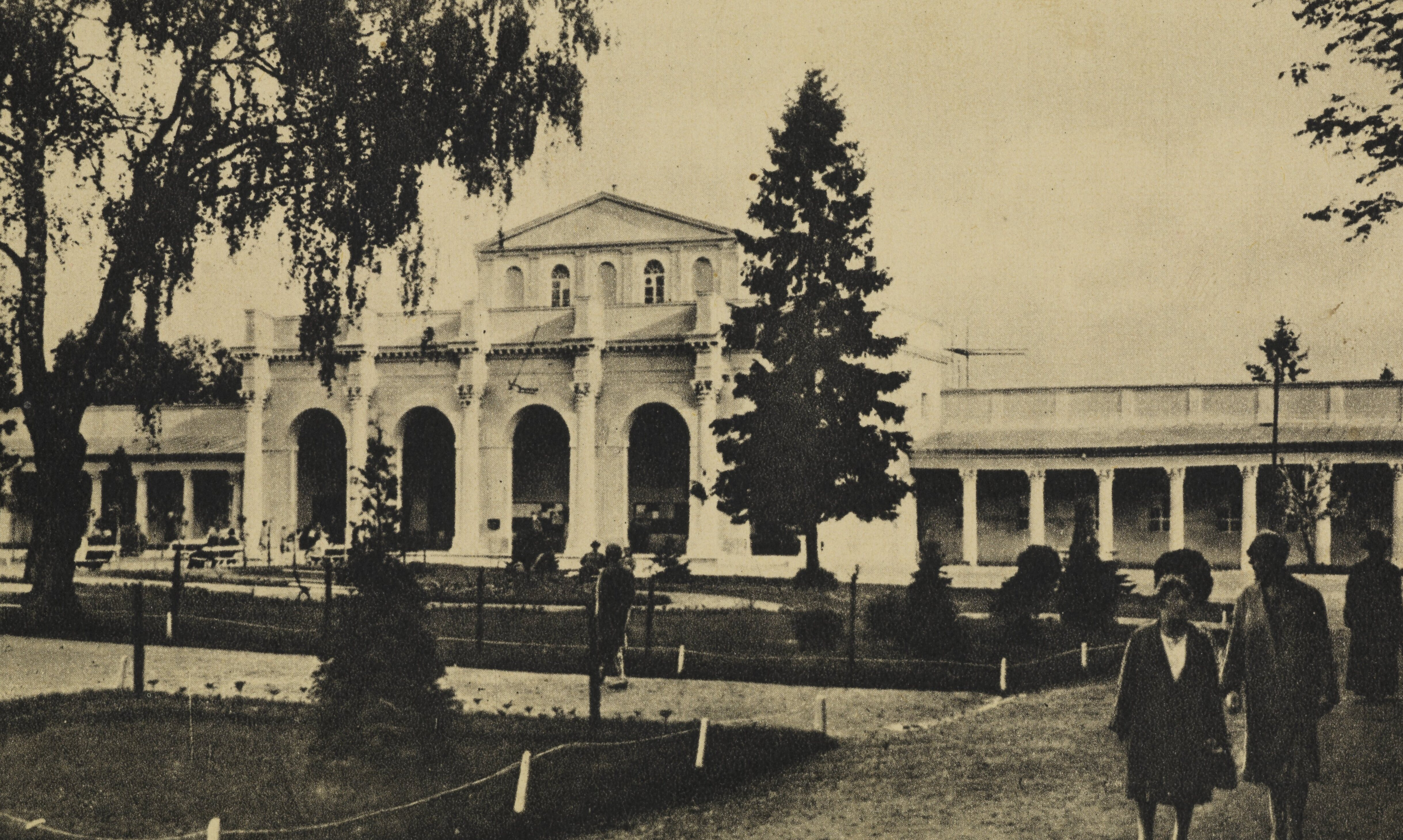

W rejonie Buska Zdroju znajdują się wody mineralne o mineralizacji przekraczającej 1g/dm³. Część z nich uznano za wody lecznicze. W tym obszarze można wyróżnić 4 grupy wód mineralnych:
- wody półsłodkie występujące w skałach trzeciorzędowych i lokalnie kredowych,
- solanki w skałach jurajskich,
- wody słonawe i słone występujące w skałach kredowych i stropowej części utworów jurajskich[50].

### Kierunki lecznicze
W Busku-Zdroju leczone są schorzenia:           

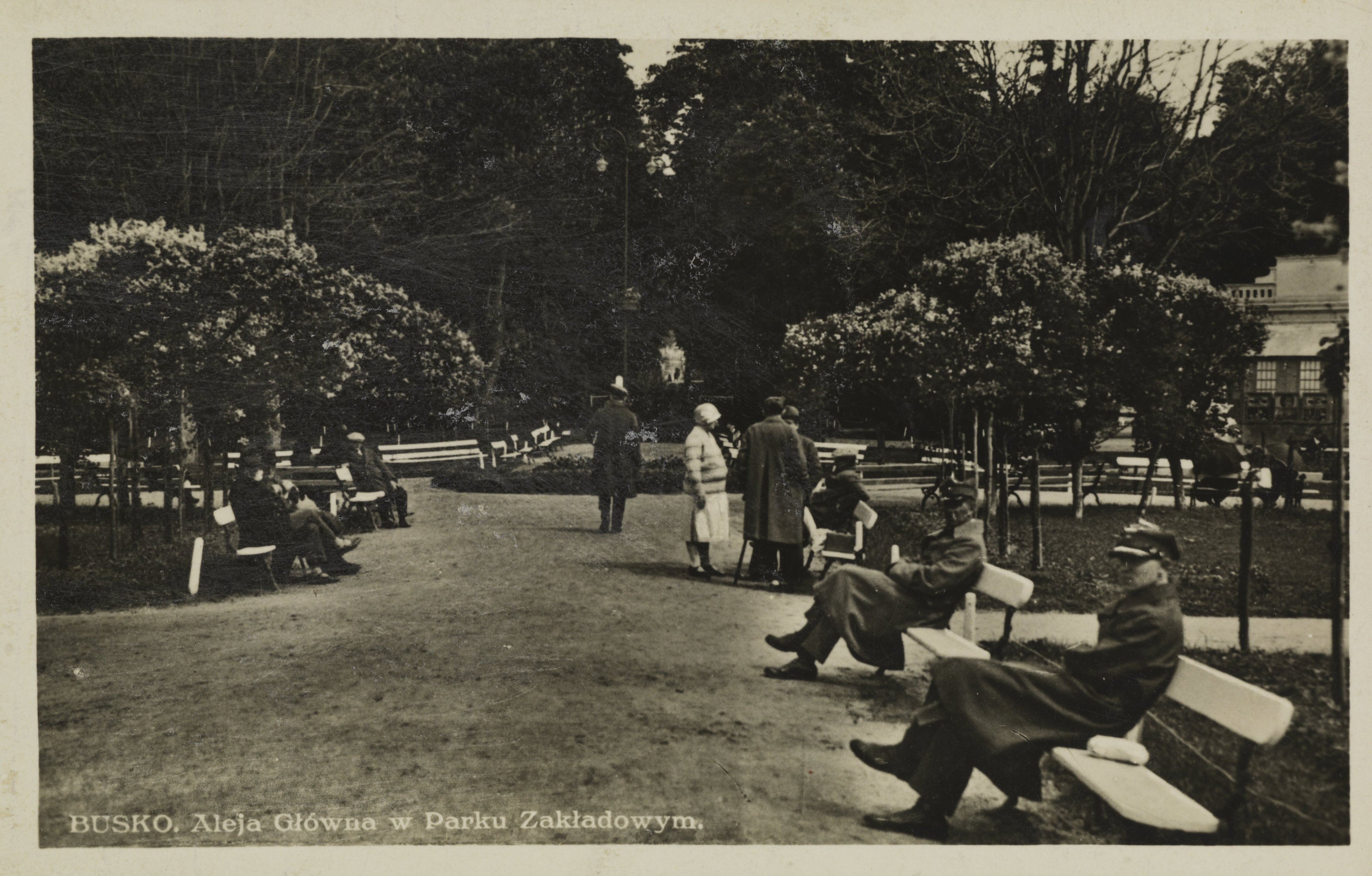

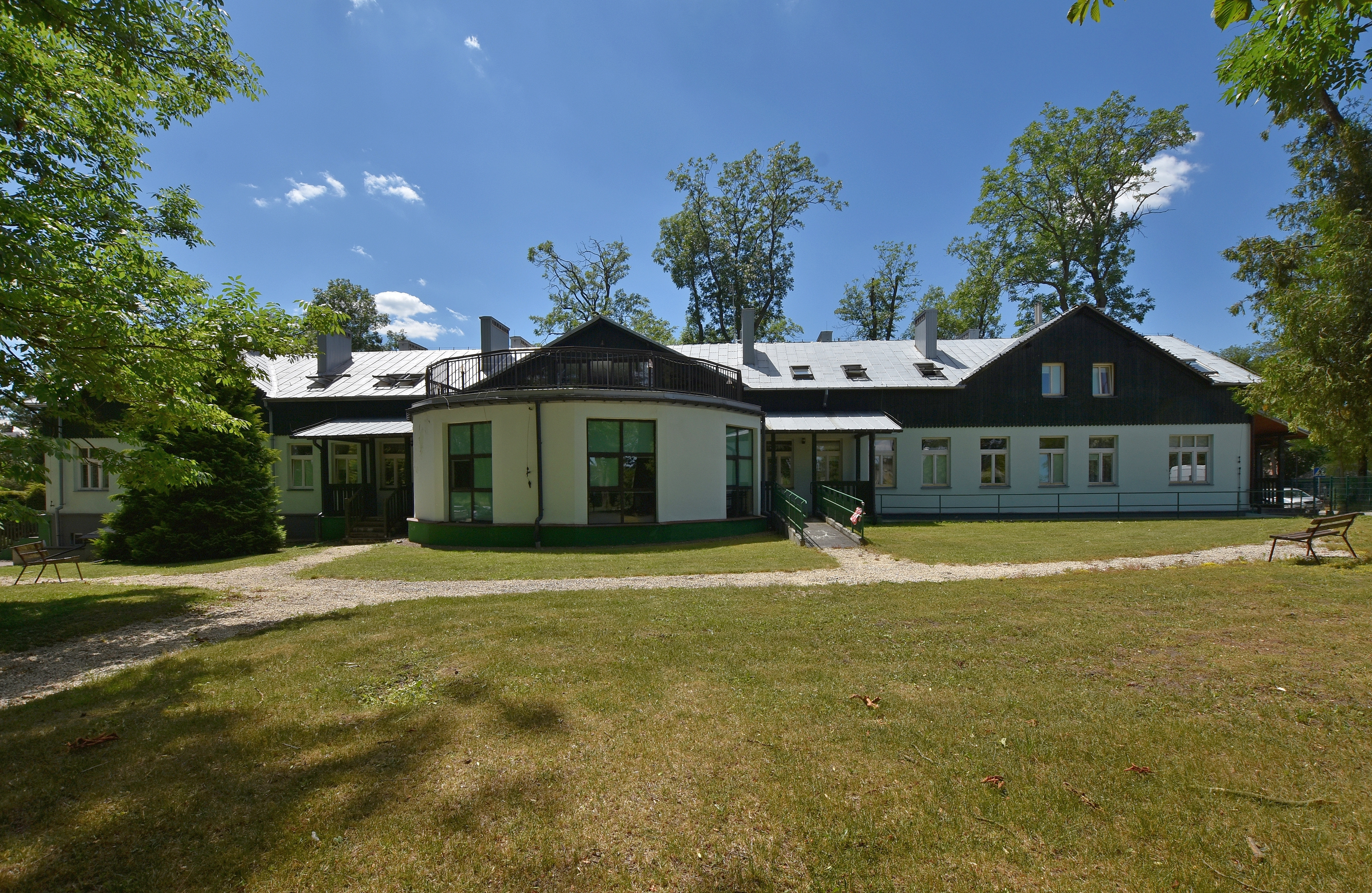
Sanatorium „Willa Zielona”

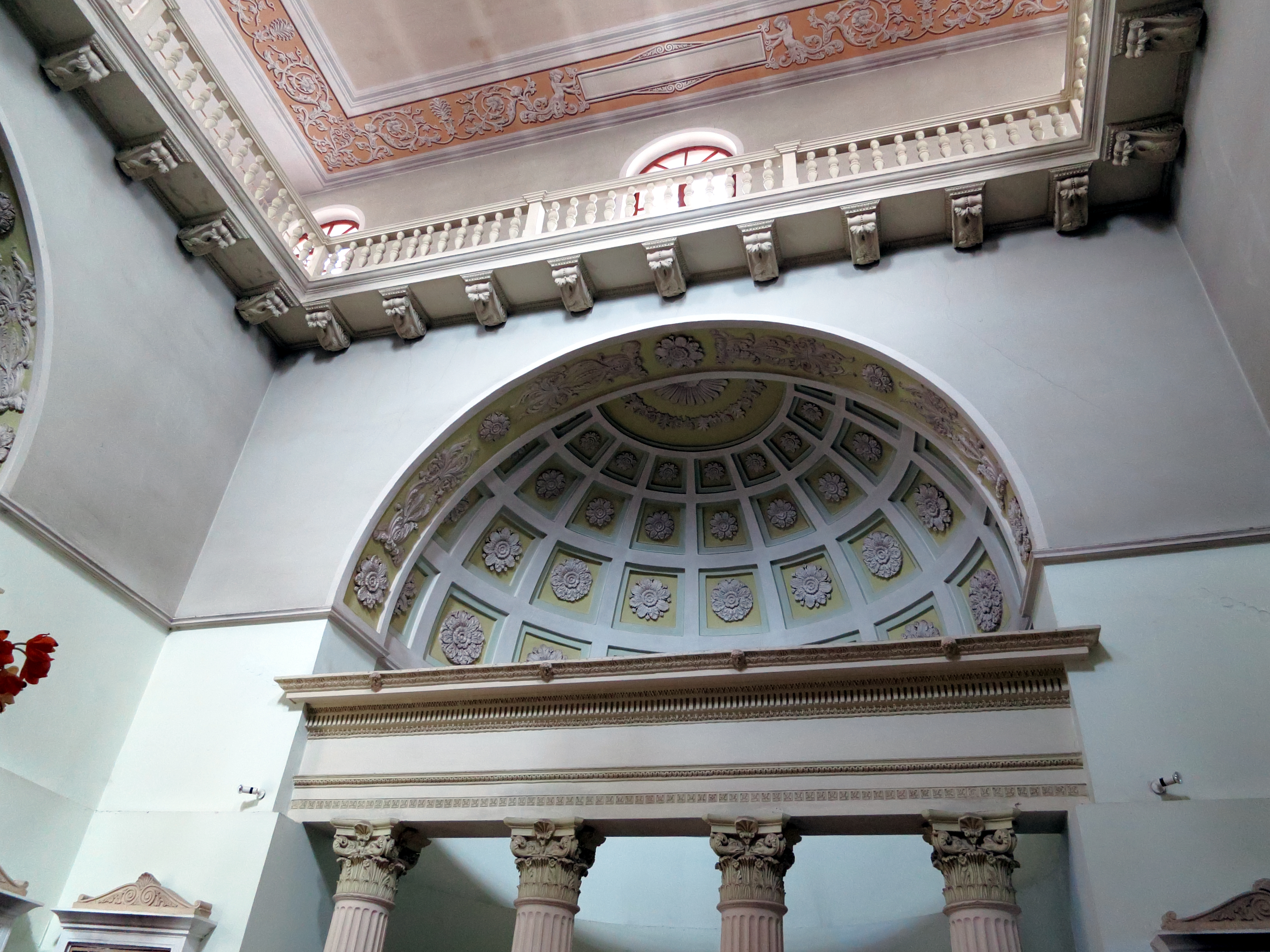
Wnętrze sanatorium Marconi (1836)

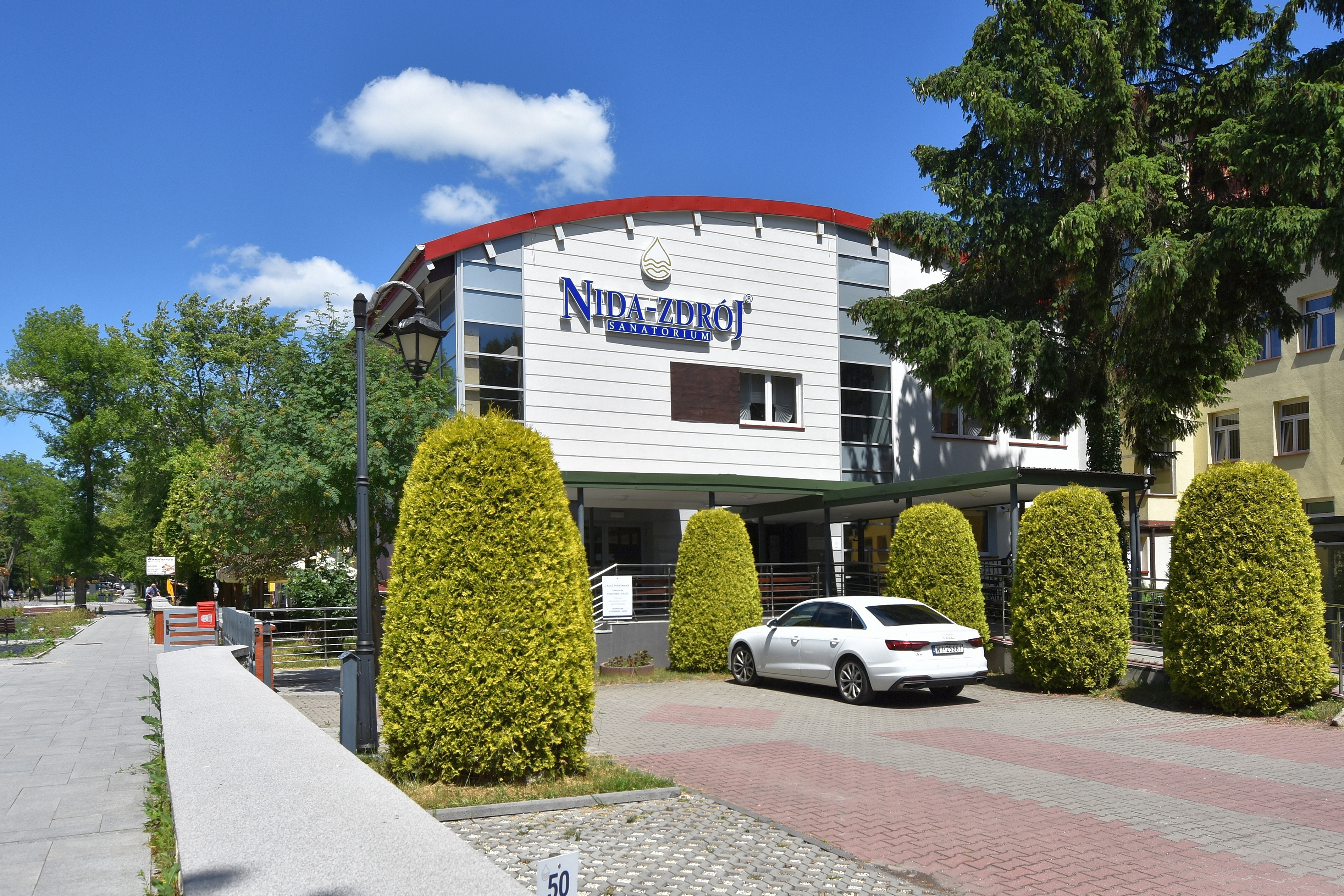
Sanatorium „Nida-Zdrój”

- reumatologiczne
- neurologiczne
- układu krążenia
- dermatologiczne
- ortopedyczne dzieci i dorosłych
- mózgowe porażenie dziecięce

Obiekty sanatoryjne:
- Sanatorium Uzdrowiskowe „Marconi”[52]

Budynek „Łazienek” usytuowany jest w środku parku zdrojowego. Zaprojektowany na wzór rzymskich obiektów użyteczności publicznej przez Henryka Marconiego, wybudowany przez ówczesnego dzierżawcę Buska, Feliksa Rzewuskiego. Oddany do użytku w 1836 r., stał się z czasem wizytówką Buska, a jego ryzalit logo Zdroju. W jego korpusie głównym jest sala koncertowa ze 170 miejscami.
- Sanatorium „Włókniarz” (480 łóżek położony na terenie 6 ha)
- Szpital Uzdrowiskowy „Krystyna” (320 miejsc)
- Sanatorium Uzdrowiskowe „Rafał” (178 miejsc)
- Sanatorium Uzdrowiskowe „Nida-Zdrój” (190 miejsc)
- Sanatorium „Willa Zielona” (34 miejsca)
- Sanatorium Uzdrowiskowe „Mikołaj” (85 miejsc)
- Sanatorium Uzdrowiskowe „Bristol” (57 miejsc)
- Sanatorium „Oblęgorek” (50 miejsc)
- Sanatorium FWP „Przystań”
- Sanatorium Uzdrowiskowe „Słowacki” SPA
- Sanatorium „Zbyszko”
- Sanatorium „Stefan” (60 miejsc)
- Sanatorium Uzdrowiskowe „Astoria” (58 miejsc)
- Szpital Dziecięcy Kompleksowej Rehabilitacji „Górka” (164 miejsca)
- 21 Wojskowy Szpital Uzdrowiskowo-Rehabilitacyjny (320 miejsc)

Obiekty hotelowe:
- Słoneczny Zdrój Hotel Medical Spa&Wellness (****) – hotel sanatoryjny (120 pokojów), otwarty w 2013 r[53].
- Hotel spa Pod Świerkiem (50 miejsc noclegowych)
- Hotel Gromada
- Hotel Słowacki Baseny Mineralne
- Hotel Polonia Park Medical Center & SPA[54]
- Ośrodek leczniczo-rehabilitacyjny Natura – Busko-Zdrój[55]

Pensjonaty:
- Sanato (***) – wybudowany w 1929 r. przez małżeństwo Irenę z Foltańskich Budzyńską i dr Eugeniusza Budzyńskiego, lekarza uzdrowiskowego w Busku, był przez lata jednym z najbardziej nowoczesnych obiektów uzdrowiskowych w mieście. Zarekwirowany w 1950 r. przez UB, do roku 1990 pełnił funkcję sanatorium UB-MSW. W 1990 r. spadkobierca wystąpił o zwrot zrabowanego pensjonatu i odzyskał zdewastowany obiekt. Odrestaurowany pensjonat Sanato, pierwszych gości przyjął 17 listopada 1996 r.[56]
- Zamek Dersława (***) – pensjonat wraz z restauracją, mieści się przy głównej ulicy miasta, alei Mickiewicza.

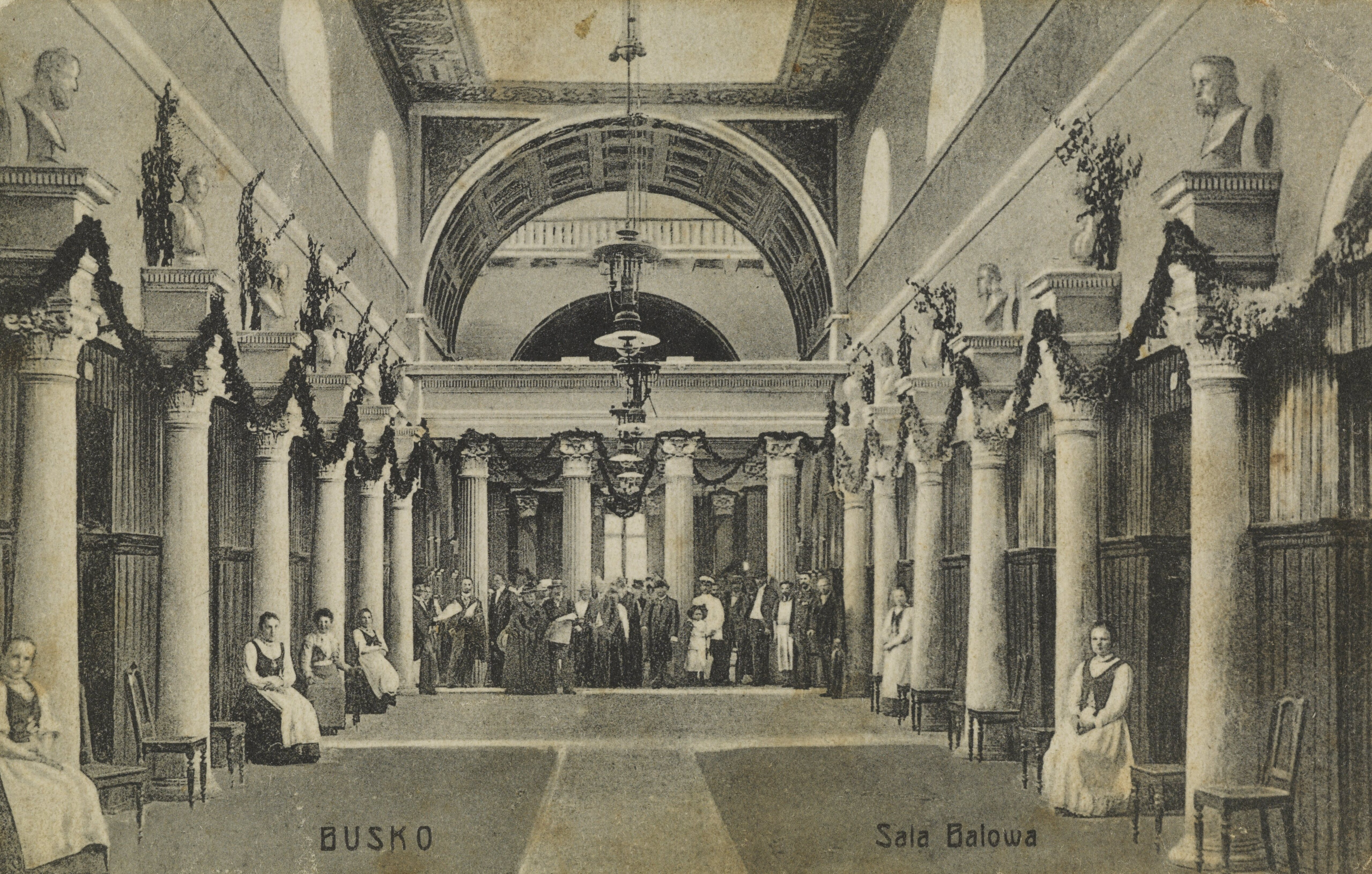

W Busku od 1960 r. produkowana jest woda mineralna Buskowianka. 

### Park Zdrojowy
Założony w XIX wieku przez ogrodnika Ignacego Hanusza Park Zdrojowy został zaprojektowany przez Henryka Marconiego. Dzieli się na trzy części:
- Ogrodzony ogród łazienkowski o pow. 16 ha z Sanatorium Marconi i fontanną w centrum.
- Aleja Mickiewicza, długa na 850 metrów promenada z dwoma rzędami drzew (głównie kasztanowców), która łączy ogród łazienkowski z rynkiem. Jest to reprezentacyjna aleja w mieście, przy której mieszczą się m.in. Urząd Miasta, Starostwo Powiatowe, Policja, Dom Kultury, Galeria „Zielona”, trzy szkoły średnie i jedna podstawowa.
- Skwer na placu zwycięstwa w rynku, o pow. 0,7 ha z fontanną w centrum.

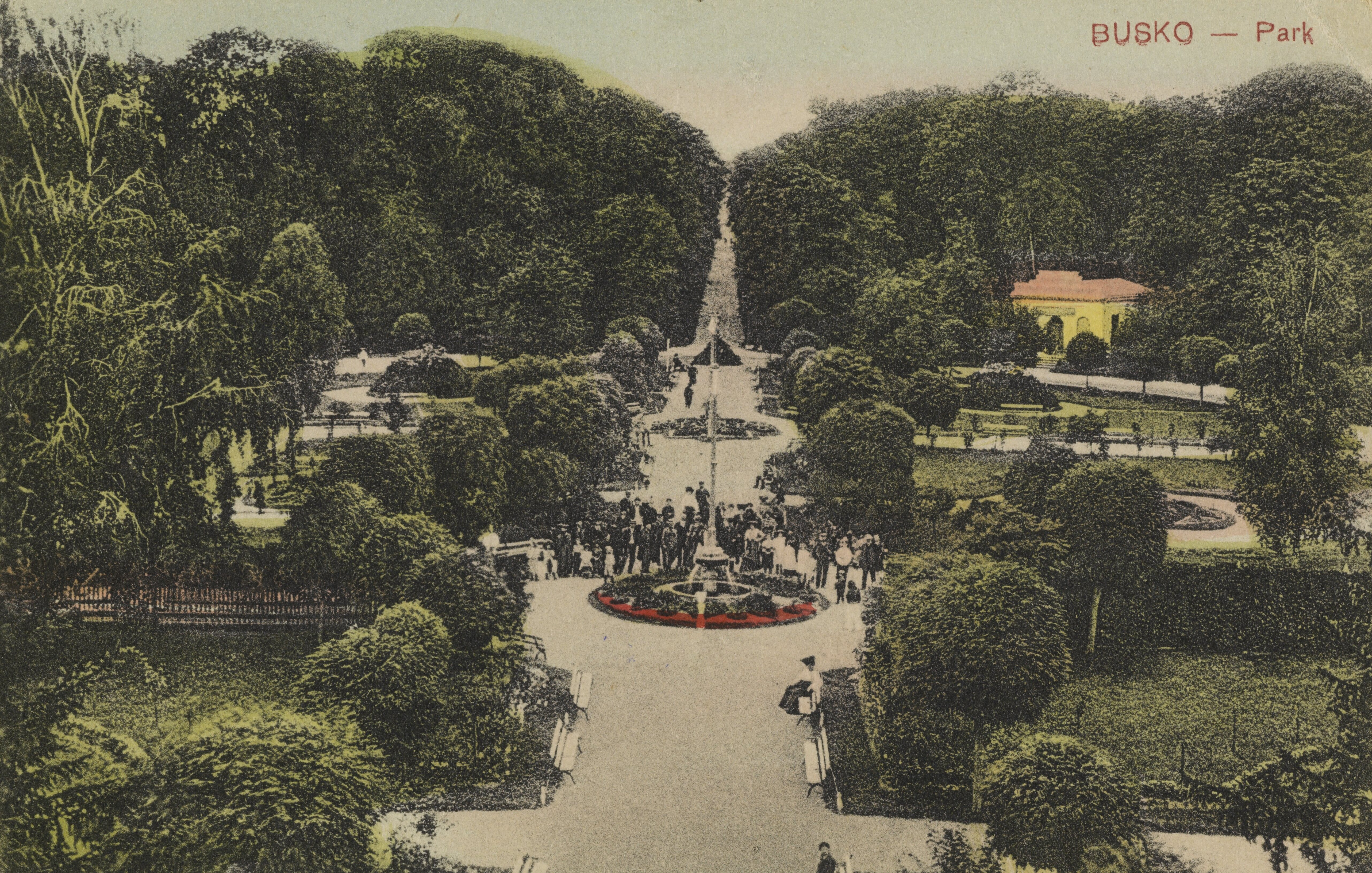

W pobliżu Sanatorium „Marconi” mieści się muszla koncertowa; na alejce przed głównym wejściem urządzono Promenadę Gwiazd (na podobieństwo Hollywood Walk of Fame), na której swoje słoneczka mają związani z festiwalem i muzyką poważną Krystyna Jamroz, Krzysztof Penderecki, Wiesław Ochman (2008) oraz Bogusław Kaczyński (2008).
W północno-zachodniej części starego parku, w miejscu gdzie kiedyś stał budynek gospodarczy ogrodnika i oranżeria, zaprojektowane przez Marconiego, znajduje się obecnie zrekonstruowany w 1982 r. budynek, którego bryła jest kopią pierwotnego obiektu. Potocznie nazywany jest on „Imosówką”, na cześć ogrodnika miejskiego, Tadeusza Imosy (ojca Andrzeja Imosy), który w nim gospodarzył i mieszkał w latach 1955–1970. Mieści się tam restauracja-klub muzyczny o nazwie „Imosówka”.
Spośród ponad 4500 drzew, w tym ok. 12% w wieku ponad 100 lat najliczniej w parku występują klon pospolity, jesion wyniosły, klon jawor, klon polny, grab pospolity, robinia akacjowa, lipa drobnolistna, kasztanowiec zwyczajny, wiąz szypułkowy. Spotkać też można brzozę brodawkowatą, modrzew europejski, czeremchę pospolitą. Szczególnie zaś cenne są kłęk kanadyjski, platan klonolistny, kasztanowiec żółty, katalpa bignoniowa.
W ostatnim okresie Park Zdrojowy powiększono. W zachodniej jego części zbudowano, druga co do wielkości w Polsce tężnię solankową, dom zdrojowy z pijalnią wód i fontannę multimedialną. Stara część Parku Zdrojowego przeszła rekultywację. Zostały odtworzone pierwotne założenia architektoniczno-krajobrazowe z lat 60 XX w. W latach 2014–2020 projekt był współfinansowany ze środków Europejskiego Funduszu Rozwoju Regionalnego.

## Ochrona zdrowia
- Zespół Opieki Zdrowotnej w Busku-Zdroju, ZOZ – Szpital Rejonowy
- Samodzielny Publiczny Zespół Podstawowej Opieki Zdrowotnej, SPZPOZ w Busku-Zdroju,
- Świętokrzyskie Centrum Ratownictwa Medycznego i Transportu Sanitarnego w Kielcach – Pogotowie Ratunkowe w Busku-Zdroju,
- Uzdrowisko Busko-Zdrój,
- XXI Wojskowy Szpital Udrowiskowo Rehabilitacyjny,
- Szpital Rehabilitacyjny „Krystyna”,
- Szpital Dziecięcy „Górka”,
- Hospicjum bł. Matki Teresy w Busku-Zdroju.

## Wymiar sprawiedliwości
W mieście znajduje się sąd rejonowy, podlegający Sądowi Okręgowemu w Kielcach. W 2013 zostały utworzone wydziały zamiejscowe z siedzibami w Kazimierzy Wielkiej i Pińczowie.

## Edukacja
Szkoły podstawowe:

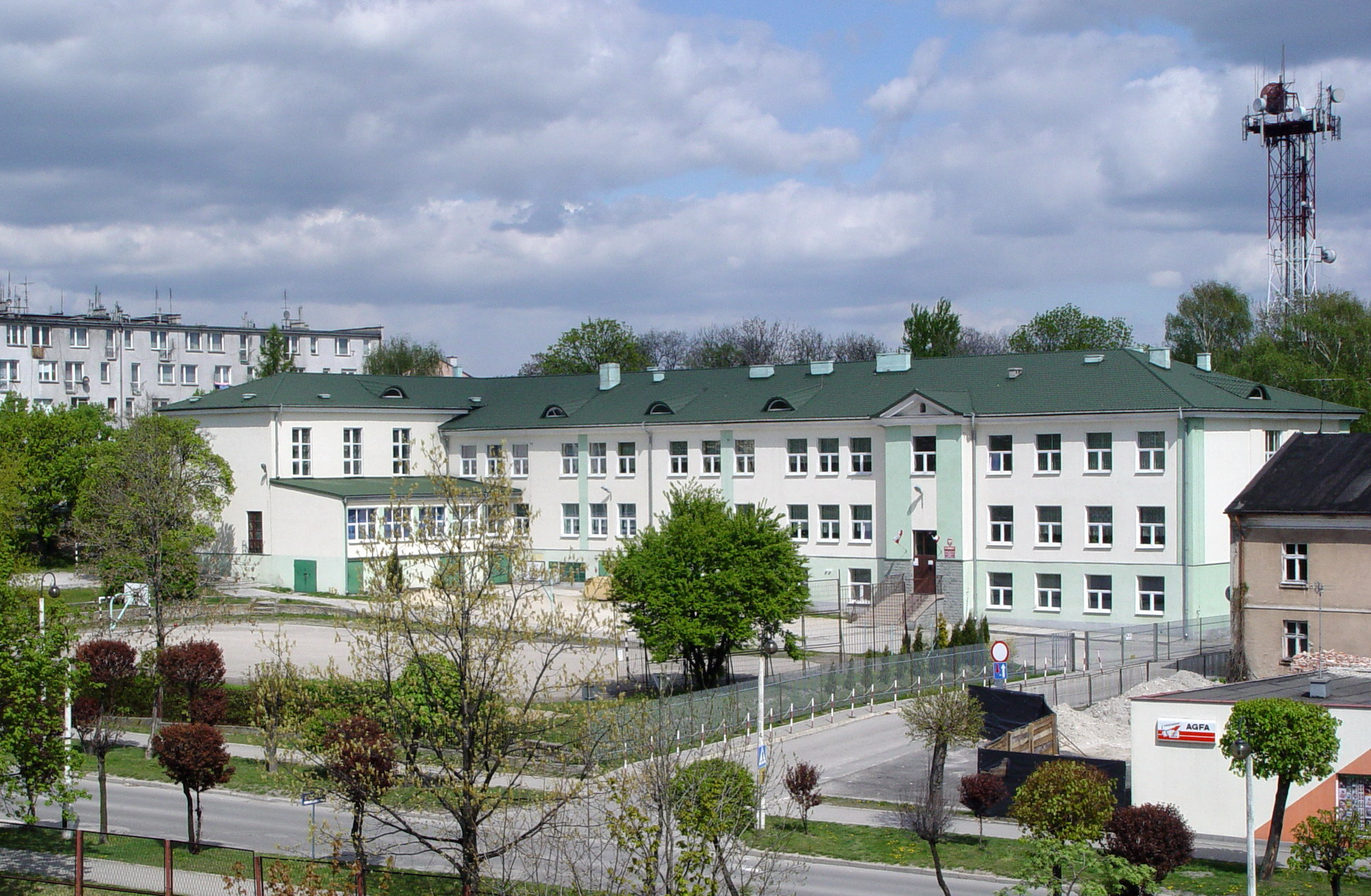
Szkoła Podstawowa nr 1 im. Stanisława Staszica

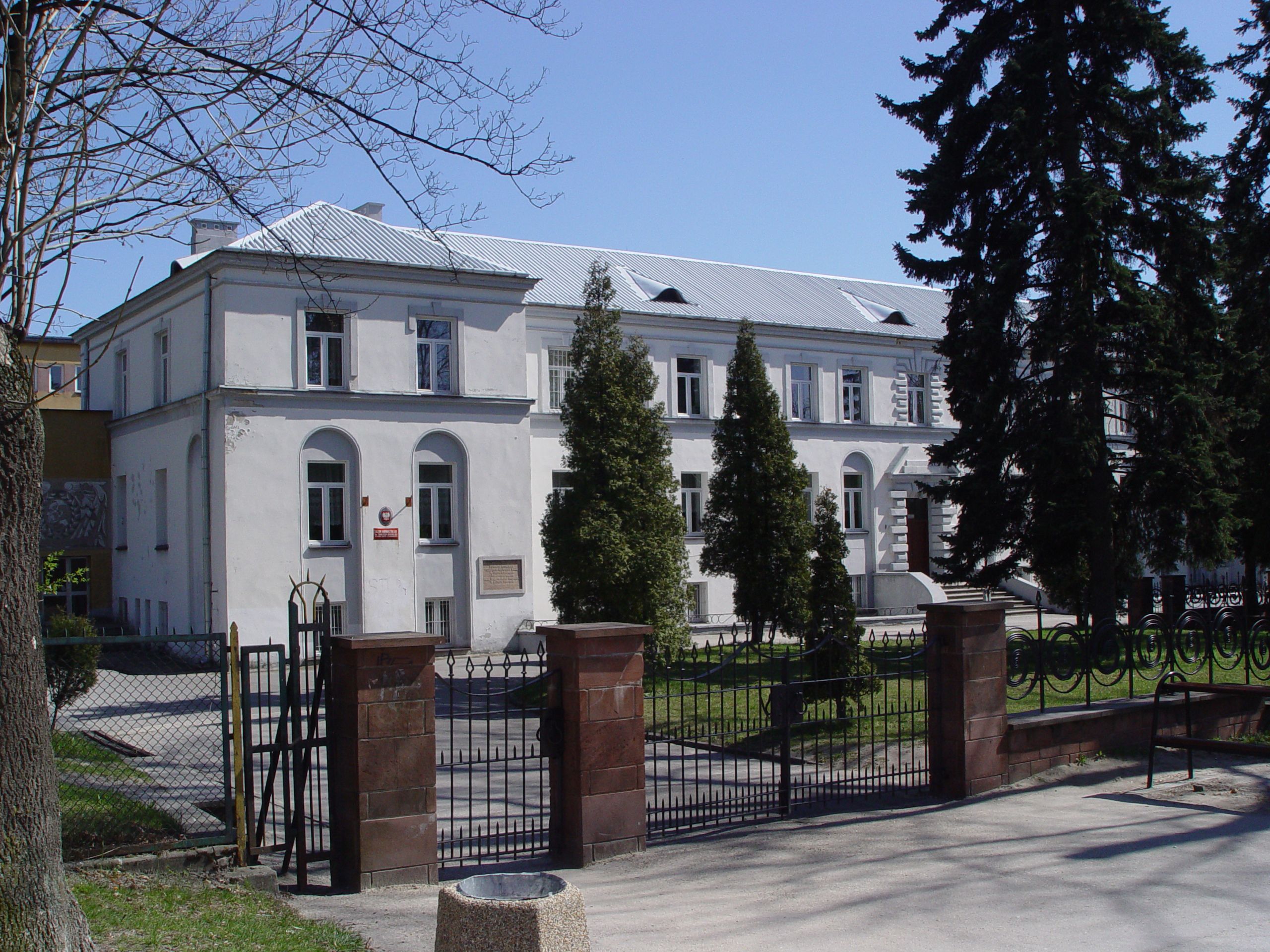
Liceum Ogólnokształcące im.T. Kościuszki, al. Mickiewicza 13

- Szkoła Podstawowa nr 1 im. Stanisława Staszica
- Szkoła Podstawowa nr 2 im. Janusza Korczaka[60] (do 2009 nosiła imię Hanki Sawickiej)
- Szkoła Podstawowa nr 3 im. Aleksandra Krzyżanowskiego „Wilka”
- Szkoła Podstawowa w Dobrowodzie,
- Szkoła Podstawowa im. Kornela Makuszyńskiego w Siesławicach,
- Szkoła Podstawowa im. Jana Pawła II w Zbludowicach,
- Szkoła Podstawowa im Batalionów Chłopskich w Kołaczkowicach
- Szkoła Muzyczna I Stopnia im Krzysztofa Pendereckiego,
- Pierwsza Niepubliczna Szkoła Podstawowa.

Szkoły średnie:
- Liceum Ogólnokształcące im. Tadeusza Kościuszki, al. Mickiewicza 13
- Zespół Szkół Technicznych i Ogólnokształcących im. Kazimierza Wielkiego
- Zespół Szkół Techniczno-Informatycznych
- Zespół Szkół Ponadpodstawowych im. Mikołaja Kopernika
- Centrum Kształcenia Zawodowego ZDZ

Szkoły policealne:
- Policealne Studium Zawodowe w ZDZ
- Medyczne Studium Zawodowe

Szkolnictwo specjalne:
- Specjalny Ośrodek Szkolno-Wychowawczy dla Niepełnosprawnych Ruchowo
- Szkoła Podstawowa Specjalna „Górka”

## Kultura

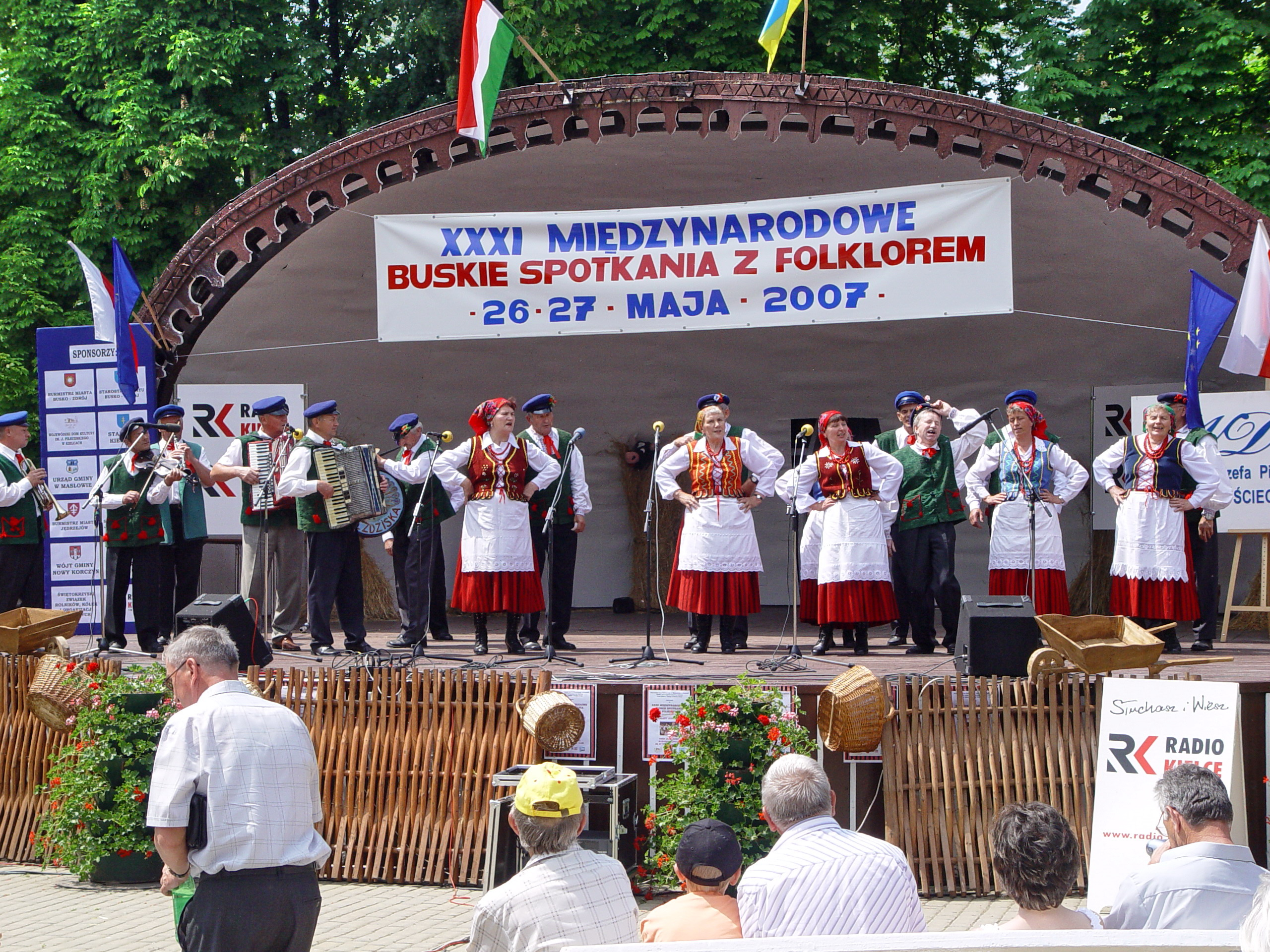
XXXI Międzynarodowe Buskie Spotkania z Folklorem. Zespół „Gnieździska” z Gnieździsk k. Łopuszna, 27 maja 2007

W Buskim Samorządowym Centrum Kultury działają trzy młodzieżowe zespoły wokalno-muzyczne, orkiestra dęta, instrumentalny kwartet „Zdrojowy”, zespół recytatorski, dziecięce koło plastyczne, klub fotograficzny, klub dziecka, klub twórców nieprofesjonalnych. W tym samym budynku znajduje się kino „Zdrój”, a także Szkoła Muzyczna I stopnia im Krzysztofa Pendereckiego.
Stałe imprezy kulturalne w Busku-Zdroju:
- Buskie Spotkania z Folklorem (maj)
- Jarmark Floriański (maj)
- Ogólnopolski Przegląd Piosenki im. Wojtka Belona „Szukam, szukania mi trzeba...” (maj/czerwiec)
- Międzynarodowy Festiwal Muzyczny im. Krystyny Jamroz (czerwiec/lipiec)
- Lato z Chopinem (lipiec)
- Dni Buska-Zdroju (sierpień/wrzesień)[61]
- Buskie Warsztaty Gospel (październik)
- Wojewódzki Przegląd Poezji i Pieśni Legionowej, Żołnierskiej i Partyzanckiej (listopad)
- Przegląd Plastyki „Ponidzie” (listopad)

Buska Galeria Artystyczna i Muzeum Ziemi Buskiej
Wiosną 2023 roku w Willi „Zielona” powstanie nowa galeria sztuki, w której będą się odbywały głównie wystawy czasowe. Poza galerią w tym samym, gruntownie wyremontowanym budynku zostanie otwarte Muzeum Ziemi Buskiej, w którym utworzona zostanie ekspozycja opowiadająca o bogatej historii uzdrowiskowego miasta.   

### Media
W Busku-Zdroju swoją siedzibę ma Tygodnik Ponidzia, na łamach którego redakcja publikuje informacje dotyczące gmin: Busko-Zdrój, Gnojno, Nowy Korczyn, Pacanów, Solec-Zdrój, Stopnica, Wiślica, Kazimierza Wielka, Opatowiec, Bejsce, Skalbmierz, Pińczów, Działoszyce, Michałów, Złota oraz miasto Chmielnik. Teksty, równolegle z wersją papierową, zamieszczane są w wersji elektronicznej na stronie internetowej tygodnikponidzia.pl.
Informacje lokalne w internecie publikuje portal busko.com.pl, a także portal busko.pl.
Od sierpnia 2018 r. na informacyjnej niwie działa również internetowy serwis infobusko.pl. W 2023 roku powstał portal internetowy halobusko.pl.
W Busku-Zdroju od 15 listopada 2006 roku do 12 listopada 2015 roku działała lokalna rozgłośnia radiowa „Twoje Radio Busko” nadająca na częstotliwości 1584 kHz AM (fale średnie), ponadto nadaje lokalna telewizja internetowa „Telewizja Ponidzie”.
W początku 2020 roku uruchomiony został portal busko.pl, zawierający informacje dla mieszkańców, ale również dla turystów. Busko-Zdrój ma własną aplikację mobilną Atrakcje busko.

## Sport, rekreacja, turystyka

### Sport i rekreacja
W Busku-Zdroju funkcjonuje IV-ligowy klub piłkarski AKS Busko-Zdrój 1947, posiadający stadion na 1143 miejsc siedzących z bieżnią lekkoatletyczną i pełnowymiarowym boiskiem. W sąsiedztwie stadionu znajduje się hala sportowa umożliwiająca organizowanie zawodów międzynarodowych w piłkę ręczną, siatkową, koszykówkę, halową piłkę nożną przy widowni do 500 osób.
W Busku-Zdroju powstały dwie drużyny futsalowe - Futsal Team Busko-Zdrój, który występuje w 3 lidze oraz BSF Busko-Zdrój, występujący w 2 lidze futsalu.
Wiosną każdego roku rozgrywany jest w Busku-Zdroju Memoriał Kolarski im. Andrzeja Imosy. Dodatkowo, Busko-Zdrój jest miejscem corocznego Buskiego Biegu Sylwestrowego. W 2024 roku odbył się 1. Buski Bieg Nocny, natomiast co roku na ulicach miasta ma miejsce Półmaraton Buski. Od 2024 roku odbywają się w Busku-Zdroju zawody Cross-Country.
Do dyspozycji mieszkańców są Skate Park oraz liczne siłownie zewnętrzne i boiska, m.in. przy wszystkich placówkach edukacyjnych, korty tenisowe w Parku Zdrojowym, boiska plażowe przy Skate Parku, Stadion Miejski wraz z całą infrastrukturą, 21 km ścieżek rowerowych oraz zbiornik retencyjno-rekreacyjny Radzanów. Zimą dzieci zjeżdżają na sankach z niewielkiego wzniesienia znajdującego się przy Alei Mickiewicza, zwanego przez mieszkańców „Byczokiem” - z którym wiąże się Legenda o Byczej Górze, spisana w książce "Buskie Legendy" Franciszka Rusaka.
W mieście znajdują się sześć basenów krytych:
- Pływalnia Miejska im. Stefana Komendy w centrum miasta otwarta w 2001 roku; z rurą o długości 65 metrów.
- Dwa baseny w obiektach sanatoryjnych „Włókniarz” i „Krystyna”.
- Baseny termalne Słowacki Medical & Spa.
- Basen w Hotelu Słoneczny Zdrój
- dwa baseny w 21. Wojskowym Szpitalu Uzdrowiskowo-Rehabilitacyjnym, zespół saun: fińska, łaźnia parowa, sauna na podczerwień.

Pomiędzy osiedlami Kościuszki a Pułaskiego zlokalizowany jest skatepark, a także place zabaw, boiska piaskowe do gry w piłkę siatkową i ręczną. Teren rekreacyjny został rozbudowany o mini pumptrack i zaplecze sanitarne.
Buski Ośrodek Sportu i Rekreacji poza obiektem Pływalni Miejskiej obejmuje również Stadion Miejski (przebudowany i zmodernizowany w latach 2017–2020), tereny rekreacyjne pomiędzy osiedlami Kościuszki i Pułaskiego, zbiornik retencyjno-rekreacyjny Radzanów, a także boiska Orlik. Do niedawna funkcjonował basen otwarty w Parku Zdrojowym. Dwa kilometry na południe od Buska znajduje się ogólnodostępny zbiornik retencyjno-rekreacyjny w Radzanowie o pow. 23 ha.
W okolicach Szpitala dziecięcego Górka jest ośrodek hipoterapii i jazdy konnej Hipoland. W 2006 r. oddano do użytku nowoczesną halę sportową, o europejskim standardzie. W kwietniu 2021 roku oddana zostanie druga co do wielkości tężnia solankowa w Polsce. Obiekt zlokalizowany jest w nowej części Parku Zdrojowego.
Busko-Zdrój ma 21 kilometrów ścieżek rowerowych zlokalizowanych głównie w obrębie Lasu Winiarskiego.

### Turystyka
Trzy szlaki turystyczne:
- czerwony z Buska do Solca-Zdroju 27 km
- zielony z Buska do Wiślicy 90 km
- niebieski z Pińczowa do Wiślicy 39 km

Nadają się one do turystyki pieszej, rowerowej i biegów narciarskich.

## Busko-Zdrój w filmie
Sanatorium „Marconi”, „21 WSzUR”, „Nida”, park zdrojowy i kilka innych miejsc w Busku-Zdroju posłużyło za plan filmowy przy realizacji 51. odcinka serialu „Ojciec Mateusz”, zatytułowanego Talent. Zdjęcia kręcono w dniach od 29 czerwca do 1 lipca 2010 r.
11 stycznia 2025 roku odbyła się premiera filmu "Cyrkonia" Filipa Zaręby, którego akcja ma miejsce w Busku-Zdroju.

## Włodarze w historii miasta

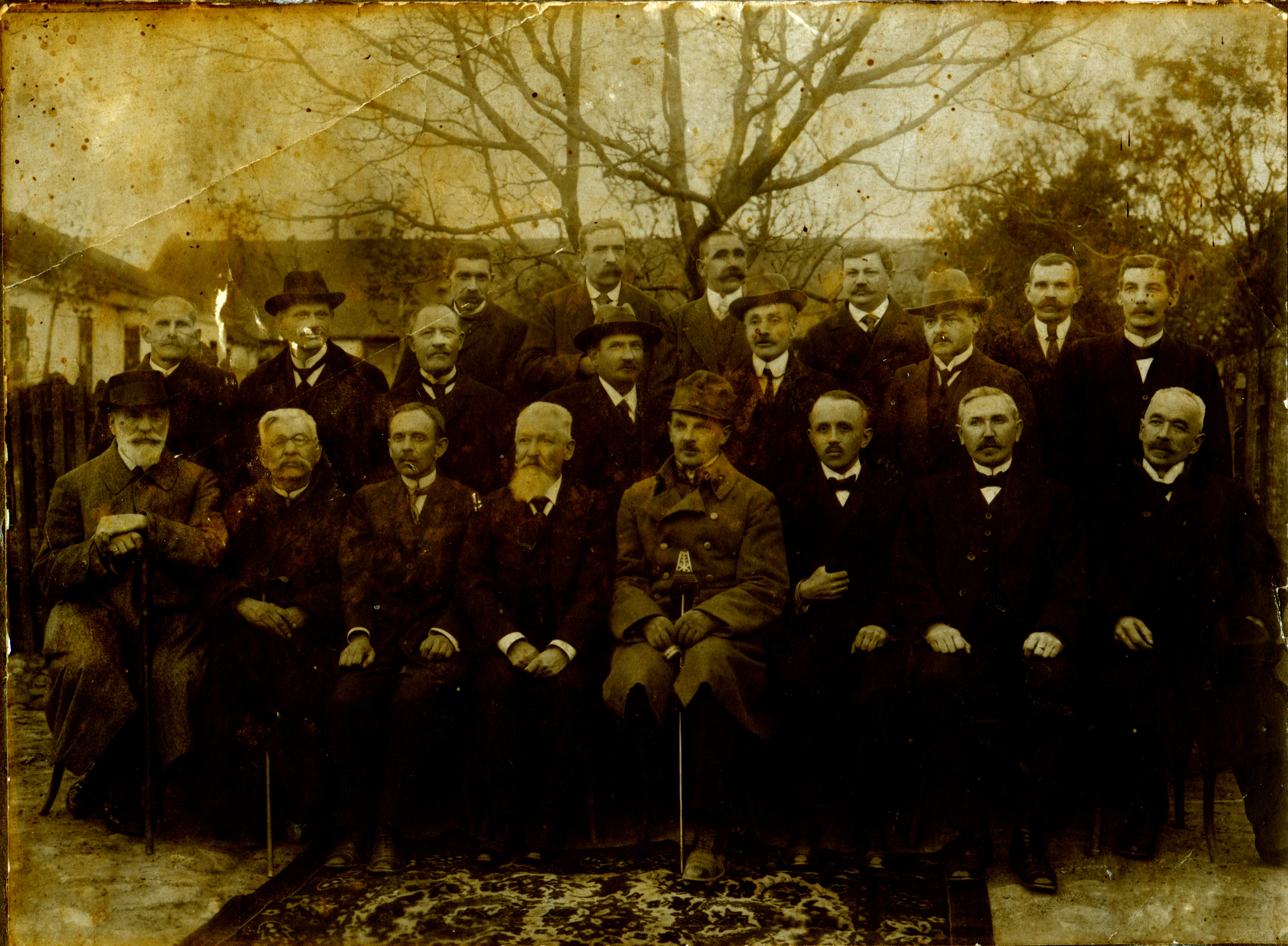
Pierwsza buska Rada Miejska z lat 1917–1918

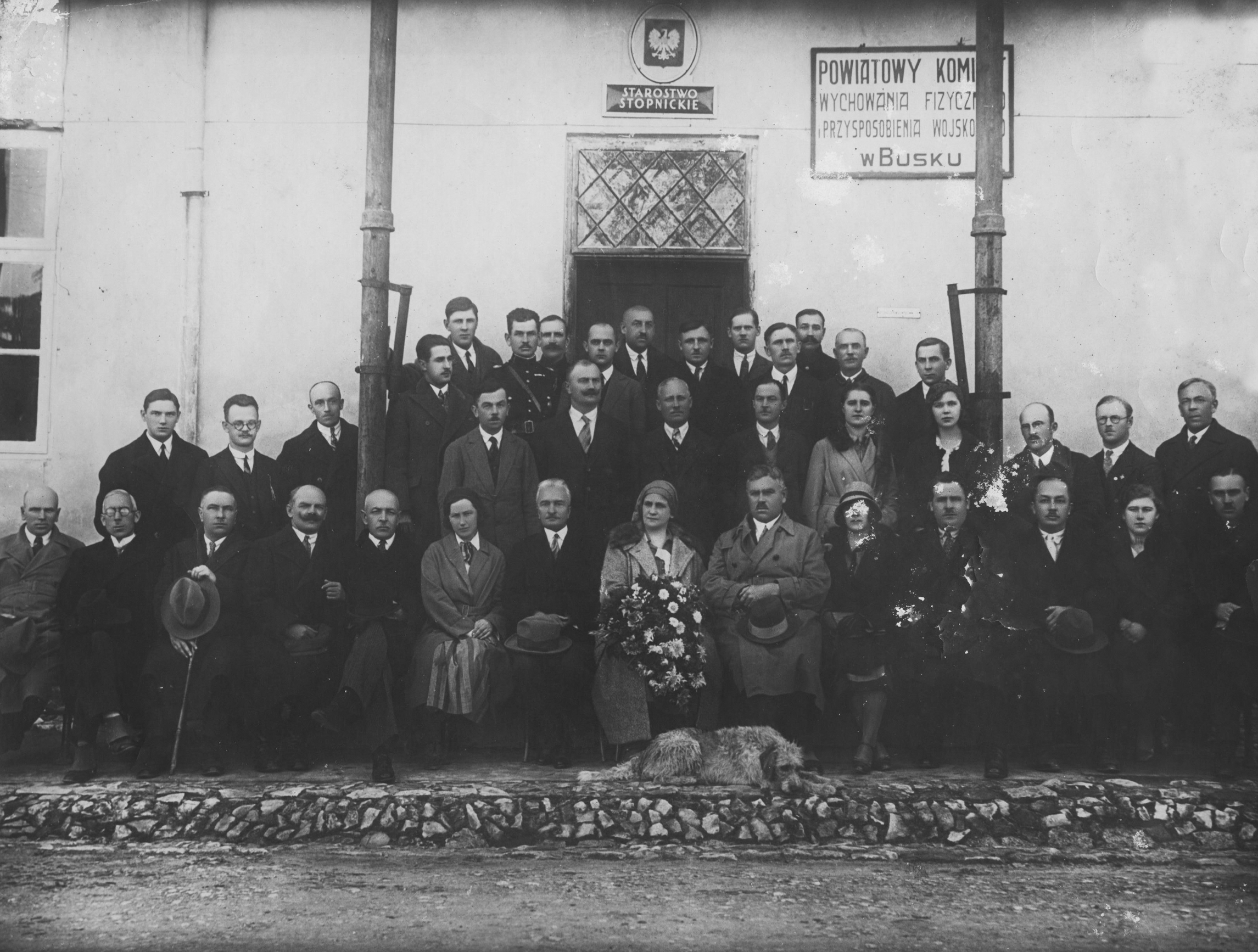
Urzędnicy i obywatele przed budynkiem Starostwa Stopnickiego z siedzibą w Busku-Zdroju (1920)

| Data powołania | Data zakończenia | Stanowisko | Imię i nazwisko, opis                                               |
| -------------- | ---------------- | ---------- | ------------------------------------------------------------------- |
| 1824           | 1826             | burmistrz  | Józef Nestowicz (*1769, +12.01.1847)                                |
| 1917           | 1918             | burmistrz  | Ludwik Jarczyński – pierwszy burmistrz po odzyskaniu niepodległości |
| 1918           | 1939             | burmistrz  | Kazimierz Gałdziński                                                |
| 1945           | 1946             | burmistrz  | Stanisław Maroński                                                  |
| ...            | ...              | ...        |                                                                     |
| 1981-10-12     | 1990-10-31       | naczelnik  | Stefan Komenda                                                      |
| 1990-06-18     | 1992-10-08       | burmistrz  | Piotr Iwański                                                       |
| 1992-10-08     | 1994-07-01       | burmistrz  | Edward Serafin                                                      |
| 1994-07-01     | 2002-11-18       | burmistrz  | Stefan Komenda                                                      |
| 2002-11-19     | 2004-09-27       | burmistrz  | Stefan Komenda – pierwsze bezpośrednie wybory burmistrza            |
| 2004-12-09     | 2006-12-06       | burmistrz  | Witold Gajewski                                                     |
| 2006-12-06     | 2010-12-13       | burmistrz  | Piotr Wąsowicz                                                      |
| 2010-12-13     | 2024-05-07       | burmistrz  | Waldemar Sikora                                                     |
| 2024-05-07     | aktualne         | burmistrz  | Jerzy Szydłowski                                                    |

## Miasta partnerskie
- Steinheim
- Szigetszentmiklós
- Specchia
- Haukipudas
- Chmielnik[80]